# 2016年の音楽
2016年の音楽（2016ねんのおんがく）では、2016年の音楽分野に関する動向をまとめる。
2015年の音楽-2016年の音楽-2017年の音楽

## 世界で最も売れたアーティスト
IFPI Global Recording Artist of the Year
1. ドレイク
2. デヴィッド・ボウイ
3. コールドプレイ
4. アデル
5. ジャスティン・ビーバー
6. トゥエンティ・ワン・パイロッツ
7. ビヨンセ
8. リアーナ
9. プリンス
10. ザ・ウィークエンド

## 動向

### 1月
- 1日 - 2014年12月にAKB48からの卒業を発表していた高橋みなみの卒業日が、3月28日から4月8日の高橋自身の誕生日に変更[2]。
- 3日 - 元THE BOOMの宮沢和史が歌手活動を無期限休止することを発表[3]。
- 8日 - 2004年に解散したTHE YELLOW MONKEYが再集結し、5月より全国ツアーを開催することを発表[4]。
- 9日 - 2014年9月に覚醒剤取締法違反罪で有罪判決を受けたCHAGE and ASKAのASKAが約9万5000字に及ぶ長文のブログを公開して近況や事件への思いをつづった。しかし、すぐに削除された[5]。
- 11日 - BREAKERZのボーカルDAIGOが、女優の北川景子とこの日結婚したことを、両者の公式サイトとブログで発表[6]。
- 12日
  - 2015年のオリコン年間アルバムランキング1位を獲得した嵐の『Japonism』が1月18日付のオリコンチャートで累計売上が100万枚を突破し、ミリオンを記録した[7]。
  - 1月18日付の週間オリコンアルバムランキングで『〈物語〉シリーズ』の主題歌集、『歌物語 -〈物語〉シリーズ主題歌集-』が初週6.6万枚を売り上げ、ランキング首位を獲得。アニメのコンピレーション盤がアルバム週間1位を獲得したのは、5年10ヶ月ぶりである[8]。
- 13日 - SMAPの木村拓哉を除くメンバー（中居正広、稲垣吾郎、草彅剛、香取慎吾）が、所属事務所のジャニーズ事務所を退社・独立することにより、SMAPが解散する可能性が出てきたことが報道される[9]。
- 15日 - 韓国のグループKARAが解散することが明らかになった[10]。
- 18日 - 同月13日に木村拓哉以外のSMAPのメンバー4人の独立報道が出たことにより、この日フジテレビ系列で放送された『SMAP×SMAP』（関西テレビ・フジテレビ共同制作）は内容の一部を急遽生放送に差し替えた[11]。放送ではメンバー全員が生出演し、今回の騒動について謝罪した上で、グループの存続を発表した[12]。
- 23日 - 男装ユニット風男塾が、Zepp Tokyoで行われた公演にて新メンバーが加入する事が発表された[13]。
- 24日 - 前年12月にSNH48及びSKE48からの卒業を発表していた宮澤佐江の卒業日が、3月31日のSKE48劇場での卒業公演であることが正式決定[14]。
- 26日 - 同月13日に木村拓哉以外のSMAPのメンバー4人の独立報道が出たことにより、『世界に一つだけの花』が、報道直後からファンたちを中心に広がりを⾒せた「購買運動」の影響で再浮上、この日発表の同年2月1日付オリコン週間シングルランキングで3位にランクイン[15]。

### 2月
- 3日 - X JAPANがPATAが大腸憩室炎および門脈血栓症のため緊急入院したことにより、一時活動休止を発表[16]。
- 7日 - モーニング娘。の鈴木香音が、同年春のコンサートツアーを以ってグループ卒業と芸能界引退を、公式サイトで発表[17]。
- 10日 - 前年11月にKAT-TUNからの脱退及びジャニーズ事務所からの退所を発表していた田口淳之介のグループ脱退および事務所退所時期が3月末であることが正式決定[18]。直後の13日にKAT-TUN自体も、グループとしての初の3大ドームツアー千秋楽にあたる5月1日の東京ドーム公演を以って無期限活動休止することを発表[19]。
- 23日 - HKT48が専用劇場を福岡市中央区地行浜のホークスタウンモール閉館に伴い、同年4月より同モールから同市同区天神のソラリアステージ6階にある西鉄ホールに移転することを発表[20]。

### 3月
- 3月2日 - ロックバンドBase Ball Bearの湯浅将平が脱退。脱退した理由については2018年現在も不明。ちなみに脱退日とはなっているものの、これは公式で発表された脱退日であり、本人は前月中旬頃から失踪状態にあり、結果として発表がこの日になった。
- 3月5日 - 第39回日本アカデミー賞の授賞式が開催され、映画『バクマン。』の主題歌および劇中音楽を担当したサカナクションが日本のロックバンドでは初となる[21]最優秀音楽賞を受賞した[22]。
- 13日 - SUPER☆GiRLSの勝田梨乃と荒井玲良が、同年6月25日に行われるイベントを以ってグループを卒業することを発表[23]。
- 25日 - オリコンの週刊雑誌、『オリ★スタ』が同日に発売される刊で休刊。36年連載してきた歴史に幕を閉じ、今後は自社の情報サイト、『ORICON STYLE』で情報を集約する[24]。

### 4月
- 3日 - ナイトメアが年内を以ってバンド活動を一時休止することを発表[25]。
- 4日 - 宇多田ヒカルが音楽活動を再開[26]。
- 5日 - 男装ユニット風男塾のメンバー・緑川狂平（京本有加）がこの日行われたライブをもって、グループを卒業[27]。
- 6日 - 日本で欅坂46がデビュー曲「サイレントマジョリティー」を発売し、女性アーティストのデビューシングル初週売上として、歴代1位記録を樹立した。
- 23日 - BABYMETALのアルバム『METAL RESISTANCE』が4月23日付のBillboard 200で39位にランクインし、日本人アーティストとして坂本九以来53年ぶりの上位40位以内にランクインされた[28]。
- 30日 - 男装ユニット・風男塾が、この日行われたライブで新メンバーの藤守怜生（ふじもりれお）をお披露目[29]。

### 5月
- 1日 - モーリス・ラヴェルのボレロの著作権が消滅[30]。
- 9日 - Zepp Fukuokaが最終営業日を迎えた。閉館は前日の8日だが奥田民生が発起人となり「Zepp福岡 Bye Bye バイ」に出演するアーティストが"いのこり"し「いのこり股旅 〜Zepp Fukuoka LAST "3DAYS+1DAY EXTRA〜」を開催。ライブの収益金や会場で集まった募金は熊本地震の被災者などに寄付された[31]。
- 26日 - TRICERATOPSのボーカル和田唱が、女優の上野樹里とこの日結婚したことを、両者の所属事務所を通じて発表[32]。

### 6月
- 9日 - HaKUが8月に行われるツアーをもって解散することを発表[33]。
- 18日
  - 新潟県立鳥屋野潟公園野球場（HARD OFF ECOスタジアム新潟）において『AKB48 45thシングル選抜総選挙』が開催された。
    - 開票の結果、HKT48の指原莉乃が前年に引き続き1位を獲得。総選挙史上初の二連覇を達成した[34]。
    - 小嶋陽菜がこのイベントでAKB48を卒業することを発表[35]。具体的な卒業時期はこの時点で未定とされた。

### 7月
- 3日 - 鈴木亜美が一般人男性とこの日結婚したこと、この時点で妊娠3か月であることを同時に発表[36]。
- 5日 - サザンオールスターズの桑田佳祐が発売したシングル「ヨシ子さん」が7月11日付のオリコン週間シングルランキングで2位を記録し、60歳代以上の男性アーティストのシングルとしては、2008年11月17日付で小田和正（当時61歳）が「今日も どこかで」で記録した4位を上回り、最高位となった[37]
- 19日 - 半年ぶりとなるASKAによるものとみられる1カ月限定のブログが開設された。2016年1月に事件への思いや近況などをつづった文章をネット上で公開して以来である[38]。
- 23日 - 川島海荷が女優業専念のため、在籍していたアイドルグループ9nineを脱退[39]。

### 8月
- 9日 - NMB48の渡辺美優紀がNMB48劇場での公演を以ってグループを卒業[40]。
- 14日 - SMAPが年内を以って解散することを発表[41]。
- 20日 - ℃-uteが翌2017年6月末に開催されるさいたまスーパーアリーナでの単独公演を以って解散することを発表[42]。
- 23日 - 日本で音楽業界4団体がチケットの高額転売による取引の防止を求める声明を発表した。団体は適正な価格で売買できるシステム作りやネット上の高額転売を取り締まるための法整備の訴えを行っている。この声明にはその後発表されたのも含めアーティスト196組、国内音楽イベント33組、業界団体5組も賛同している[43]。
- 30日 - SMAPの「世界に一つだけの花」のCDが年内解散の影響による購買運動により、Mr.Childrenの「Tomorrow never knows」（276.6万枚）の売上を上回り、オリコンシングル売上ランキング歴代7位（278.3万枚）を記録した[44]。
- 31日 - EXILE ATSUSHIが2018年まで活動拠点を日本国外に移すことを発表[45]。

### 9月
- 1日 - 3月にKAT-TUNを脱退した田口淳之介がソロで音楽活動を再開することを発表[46]。
- 5日 - EXILE THE SECONDの新メンバーにEXILEのAKIRAがパフォーマーとして加入したことを発表[47]。
- 10日 - ONE OK ROCKが渚園特設会場にて野外ワンマンライブ「ONE OK ROCK 2016 SPECIAL LIVE IN NAGISAEN」を開催し、10日、11日の2日間で計11万人の観客を動員[48]。
- 13日 - SMAPの「世界に一つだけの花」のCDが年内解散の影響による購買運動により、CHAGE and ASKAの「SAY YES」（282.2万枚）の売上を上回り、オリコンシングル歴代6位（284.6万枚）を記録した[49]。
- 28日 - 男装アイドルユニット風男塾のメンバー・青明寺浦正（浦えりか）と赤園虎次郎（虎南有香）の2人が翌2017年の春にグループを卒業することを公式ホームページならびに自身のブログで発表[50]。
- 29日 - “KinKi Kidsが1994年以来22年ぶりとなる日本武道館から始まった17年ぶりのアリーナツアーを開催[51]。

### 10月
- 3日
  - 島崎遥香が同日に東京・秋葉原で行われた「バイトルNEXT」CM発表会で年内を以ってAKB48を卒業することを発表[52]。
  - 日本で川谷絵音が未成年者と飲酒をしていた事実により、indigo la Endおよびゲスの極み乙女。の活動を当面の間自粛することを発表。またゲスの極み乙女。はニューアルバムの発売を予定していたが、本件を受けて一時中止することも発表された[53]。
- 4日 - Hi-STANDARDが16年半ぶりにシングル「ANOTHER STARTING LINE」をリリース。発売時に事前告知をせずまた店頭販売のみであったことも話題になった（ネット通販およびダウンロード販売は10月26日から）[54][55]。
- 7日 - ビジュアル系バンド・ギルドが、「今後のバンドの方向性についてメンバー間の意見に相違が生じてしまっている」ことを理由に、年内で活動休止することを公式サイトで発表した[56]。
- 9日 - Psycho le CemuのボーカルDAISHIがタレントの時東ぁみとこの日結婚したことを発表[57]。
- 14日 - 小笠原茉由が同日にAKB48劇場で行われたチームA公演で年内を以ってAKB48を卒業することを発表[58]。
- 19日
  - 175Rが6年ぶりに活動を再開させたことを発表[59]。
  - indigo la Endは渋谷CLUB QUATTROで行われた「インディゴラブストーリー vol.1」の最終公演を持って活動自粛に入った[60]。
- 20日 - 乃木坂46の橋本奈々未が同日放送のラジオ番組『乃木坂46のオールナイトニッポン』（ニッポン放送）で自身の24歳の誕生日となる翌2017年2月20日をめどにグループを卒業することと芸能界を引退することを同時発表[61]。
- 23日
  - 6月にAKB48からの卒業を発表していた小嶋陽菜の卒業日が、翌2017年2月22日に正式決定[62]。
  - EXILEや三代目 J Soul Brothersなどが所属する芸能プロダクションLDHが全面的な組織改革を行い、日本のほかアメリカ・ヨーロッパ・アジアに拠点を置き、世界展開することを同社社長でEXILEのリーダーHIROが発表[63]。
- 25日 - 先月28日にリリースした宇多田ヒカルの「Fantôme」が10月31日付のオリコン週間アルバムランキングで初登場から4週連続での1位を達成。4週連続のアルバム1位は三代目 J Soul Brothersの「THE BEST/BLUE IMPACT」以来2年9ヶ月ぶり、オリジナルアルバムとしてはコブクロの「5296」以来8年9ヶ月ぶり、女性アーティストのオリジナルアルバムとしては倖田來未の「Black Cherry」以来で、9年9ヵ月ぶりの快挙[64]。
- 28日
  - E-girlsとしても活動する女性4人組グループ・Dreamのメンバー・Erieが、年内をもってグループを脱退することと芸能界を引退することを公式サイトで同時発表[65]。
  - タレントの古坂大魔王が扮するキャラクター“ピコ太郎”の曲「ペンパイナッポーアッポーペン」が「ビルボード全米トップ100にチャートインした曲の中で、1曲の尺が最短」ということで、ギネス記録に認定された。チャートに77位にランクインし、日本人では26年ぶりにランクインした[66]。
- 31日 - Zepp Fukuokaが2018年に再オープンすることを全国の「Zepp」を運営しているZeppホールネットワークが発表。ホークスタウンモールのリニューアルに伴い今年5月に閉館していたがその後三菱地所による再開発計画において再出店することで基本的な合意に至った[67]。

### 11月
- 1日 - SMAPの「世界に一つだけの花」のCDが年内解散の影響による購買運動により、米米CLUBの「君がいるだけで/愛してる」（289.5万枚）の売上を上回り、オリコンシングル歴代5位（289.9万枚）を記録した[68]。
- 5日
  - Berryz工房の元メンバーで、のちにカントリー・ガールズのメンバー兼プレイングマネージャーを務め「ももち」の愛称で知られる嗣永桃子が、この日行われたイベントにおいて翌2017年6月30日を以ってカントリー・ガールズおよびハロー!プロジェクトを卒業することと芸能界を引退することを同時発表[69]。
  - アニメソング歌手の藍井エイルが、自身の体調不良のため、前日とこの日に、日本武道館で行ったラストライブをもって、無期限活動休止となった[70]。
- 12日 - ビジュアル系バンド・ギルドがこの日、ワンマンライブ「GUILD SEASON1 LAST LIVE- DEPARTURE -」の開催発表と共に、ボーカルのRYUICHIの卒業（脱退）を発表[71][72]。
- 15日 - SMAPの「世界に一つだけの花」のCDが年内解散の影響による購買運動により、速水けんたろう、茂森あゆみ、ひまわりキッズ、だんご合唱団の「だんご三兄弟」（291.8万枚）の売上を上回り、オリコンシングル歴代4位（293.2万枚）を記録した[73]。
- 21日 - 仮面女子の澤田リサと黒木ひなこが同年12月18日と翌2017年1月2日を以ってそれぞれグループを卒業することと芸能界から引退することを同時発表[74]。
- 22日 - SMAPの「世界に一つだけの花」のCDが年内解散の影響による購買運動により、サザンオールスターズの「TSUNAMI」（293.6万枚）の売上を上回り、オリコンシングル歴代3位（294.2万枚）を記録した[75]。
- 24日 - 『第67回NHK紅白歌合戦』の出場全歌手が発表される[76]。10組の初出場が決定した一方、和田アキ子・伍代夏子・藤あや子などベテラン勢が続々落選[77]。
- 28日 - ASKAが執行猶予中に覚せい剤取締法違反（使用）で再逮捕される（翌月19日に不起訴釈放）[78]。
- 29日
  - V6の長野博が、女優の白石美帆とこの日結婚したことを、ファンクラブ会報で発表[79][80]。
  - 大和田南那が同日にAKB48劇場で行われたチームA公演でAKB48を卒業することを発表[81]。具体的な卒業時期はこの時点で未定とされた。

### 12月
- 1日 - 『第49回日本作詩大賞』が開催[82]（テレビ東京系にて19:58 - 21:48放送[注 1]）。田久保真見が堀内孝雄に提供した「空蝉の家」で受賞。
- 3日
  - SHAKALABBITSが翌2017年内を以ってバンド活動を無期限休止することを発表[83]。
  - ゲスの極み乙女。は、Zepp Tokyoにて『ゲスの極み乙女。 ワンマンツアー「林檎を落としたのは、だーれだ」』最終公演を開催[84]。なおゲス乙女は、この公演を持って活動自粛に入った。
- 5日
  - 仮面女子の研究生ユニット・スライムガールズのメンバー・川原結衣が妊娠が発覚したため芸能界から引退することを発表[85]。
  - 『第49回日本有線大賞』が開催（TBS系にて19:00 - 20:57放送）。司会は高橋英樹（俳優）と小島瑠璃子（タレント）が務めた[86]。西野カナが「Dear Bride」で受賞[87]。
- 8日
  - CHEMISTRYが翌2017年2月28日、3月1日に行われる東京国際フォーラムでのコンサートで5年ぶりに活動を再開することを発表[88]。
  - YU-Aが一般人男性と同年10月に結婚したこと、翌春に出産予定であることを同時に発表[89]。
- 9日
  - EXILEなどが所属する芸能プロダクション「LDH」は、所属アーティストのライブにおいてメンバーのサインが入ったフリスビーを客席に投げ入れる演出を、同日開催分のライブより取りやめることを決定[90]。
  - SMAPの「世界に一つだけの花」のCD累計売上が300万枚を突破し、シングルCDとしては初の快挙となった[91]。
- 14日 - 西野未姫が同日にAKB48劇場で行われたチームA公演でAKB48を卒業することを発表[92]。具体的な卒業時期はこの時点で未定とされた。
- 15日、レコチョクの携帯電話向け音楽配信サービス「着うた」「着うたフル」の各種サービスの終了[93]。
- 19日
  - 若田部遥が同日に福岡市中央区天神の西鉄ホールで行われた公演で翌2017年1月12日を以ってHKT48を卒業することを発表[94]。
  - 前月28日に執行猶予中に覚せい剤取締法違反（使用）で再逮捕されたASKAが嫌疑不十分で不起訴処分で釈放される[78]。
- 23日 - SMAPが『第67回NHK紅白歌合戦』出場を辞退したこと、および同グループのラストステージが同月26日放送の『SMAP×SMAP』（関西テレビ・フジテレビ共同制作）最終回スペシャルとなることが発表された[95]。
- 24日
  - 音楽ユニットPKCZがコンサートのため、ワゴン車で七飯町（北海道亀田郡）の国道を移動走行中、交通事故に遭い、メンバー3人を含む7人が病院に搬送。メンバーのMAKIDAIとVERBALが肋骨骨折などの重傷、DJ DARUMAが首を負傷する軽傷を負ったことに伴い、3代目J Soul Brothersが24日ならびに翌25日に札幌ドームにて予定していたPKCZが出演する予定だった札幌公演を中止すると発表[96]。なお、後にMAKIDAIとVERBALは全治2 - 3ヵ月、DJDARUMAが全治1カ月と診断される[97]。
  - 19日に不起訴処分で釈放されたばかりのASKAが、新曲「FUKUOKA」をYouTubeで公開し、公開2日目で動画再生数70万回を超える反響となる[98]。
- 26日
  - Dream5が年内を以ってこの時点でのメンバーでの活動を終了することを発表[99]。
  - フジテレビ系『SMAP×SMAP』（関西テレビ・フジテレビ共同制作）がこの日で終了[100]、番組史上最長となる4時間48分にわたる最終回スペシャル（18:30 - 23:18）をもって、約20年8ヶ月の放送に幕を下ろした[101]。放送回数は920回。最終回SPは名場面集を中心に構成。なお、SMAPはこれがグループとしての最後のテレビ出演となった[102]。
- 30日
  - NGT48の水沢彩佳が同日のNGT48劇場での『パジャマドライブ』公演で翌2017年3月を以ってグループを卒業することを発表[103]。
  - 『第58回輝く!日本レコード大賞』が開催（TBS系にて18:30 - 22:00放送[注 2]）。総合司会は安住紳一郎（TBSアナウンサー）と天海祐希（女優）が務めた[104]。ノミネート各賞は同年11月18日に主催者より発表され[105]、西野カナが「あなたの好きなところ」で初の大賞受賞。また最優秀新人賞には 韓国のヒップホップユニット・iKONが選ばれた。

- 31日
  - 活動自粛しているindigo la Endおよびゲスの極み乙女。が所属事務所であるスペースシャワーミュージックとの契約が満了したことを発表[106]。
  - NHKホールにて『第67回NHK紅白歌合戦』（19:15 - 23:45）を開催。司会は紅組が女優の有村架純（初）、白組は嵐のメンバーである相葉雅紀（2年ぶり6回目、個人としては初）[107]、また総合司会は武田真一（NHKアナウンサー）がそれぞれ務めた[108]。紅組の2年連続優勝となった。

## 洋楽シングル
- コールドプレイ - 「ヒム・フォー・ザ・ウィークエンド」
- リトル・ミックス - 「シャウト・アウト・トゥ・マイ・エックス」
- メアリー・J.ブライジ - 「シック・オブ・イット」
- レディー・ガガ – 「パーフェクト・イリュージョン」[109]

## 洋楽アルバム
- ビヨンセ『レモネード』
- レディオヘッド『ア・ムーン・シェイプト・プール』
- ローリング・ストーンズ『ブルー&ロンサム』
- ブリトニー・スピアーズ『グローリー』
- アイアン・マスク『ディアボリカ』

## ジャズ
- チェリー・ポッピン・ダディーズ - ザ・ブープ・ア・ドゥ[110]
- チャールズ・ロイド & ザ・マーヴェルズ - アイ・ロング・トゥ・シー・ユー[111]

## クラシック
- Wolfgang Rihm – Two Other Movements; Abkehr; Schattenstück[112]

## 日本のシングル
- AKB48が、1位から4位まで全てミリオンセラーを達成し、年間TOP4を独占した。
- 乃木坂46の「サヨナラの意味」がグループとして初の出荷枚数100万枚を突破した。
- SMAP解散騒動の影響で「世界に一つだけの花」が40万枚以上を売り上げ、2016年12月19日付でオリコン調べによる累積売上枚数が302.2万枚、最終的には313.1万枚となり、CDシングルとしては史上初のトリプルミリオンを達成した。
- オリコンではアイドル、LDH、K-POPが主にチャートインした。
- ビルボードジャパンでは RADWIMPS「前前前世」、星野源「恋」、ピコ太郎「ペンパイナッポーアッポーペン」などが上位にランクインした。
- アイドル、LDH、K-POP以外で年間TOP50にチャートインしたアーティストは、Hi-STANDARD、星野源、氷川きよし、桑田佳祐、THE YELLOW MONKEYのみとなっている。

### オリコン年間TOP50
※提供：オリコン（2015年12月14日 - 2016年12月11日集計）
- 1位 AKB48 -「翼はいらない」
- 2位 AKB48 -「君はメロディー」
- 3位 AKB48 -「LOVE TRIP/しあわせを分けなさい」
- 4位 AKB48 -「ハイテンション」
- 5位 乃木坂46 -「サヨナラの意味」
- 6位 乃木坂46 -「裸足でSummer」
- 7位 嵐 -「I seek/Daylight」
- 8位 乃木坂46 -「ハルジオンが咲く頃」
- 9位 嵐 -「復活LOVE」
- 10位 嵐 -「Power of the Paradise」
- 11位 欅坂46 -「二人セゾン」
- 12位 SMAP -「世界に一つだけの花 (シングルヴァージョン)」
- 13位 欅坂46 -「世界には愛しかない」
- 14位 欅坂46 -「サイレントマジョリティー」
- 15位 SKE48 -「チキンLINE」
- 16位 NMB48 -「僕はいない」
- 17位 HKT48 -「最高かよ」
- 18位 SKE48 -「金の愛、銀の愛」
- 19位 Hey! Say! JUMP -「真剣SUNSHINE」
- 20位 HKT48 -「74億分の1の君へ」
- 21位 関ジャニ∞ -「罪と夏」
- 22位 NMB48 -「甘噛み姫」
- 23位 Kis-My-Ft2 -「Sha la la☆Summer Time」
- 24位 Hey! Say! JUMP -「Fantastic Time」
- 25位 Kis-My-Ft2 -「Gravity」
- 26位 関ジャニ∞ -「NOROSHI」
- 27位 Hi-STANDARD -「Another Starting Line」
- 28位 BOYS AND MEN -「YAMATO☆Dancing」
- 29位 KAT-TUN -「UNLOCK」
- 30位 KinKi Kids -「薔薇と太陽」
- 31位 Sexy Zone -「カラフル Eyes」
- 32位 星野源 -「恋」
- 33位 KinKi Kids -「道は手ずから夢の花」
- 34位 AKB48 -「唇にBe My Baby」
- 35位 関ジャニ∞ -「パノラマ」
- 36位 NEWS -「恋を知らない君へ」
- 37位 三代目J Soul Brothers from EXILE TRIBE -「Welcome to TOKYO」
- 38位 NEWS -「ヒカリノシズク/Touch」
- 39位 モーニング娘。'15 -「冷たい風と片思い/ENDLESS SKY/One and Only」
- 40位 KAT-TUN -「TRAGEDY」
- 41位 EXO -「Coming Over」
- 42位 氷川きよし -「みれん心」
- 43位 ジャニーズWEST -「人生は素晴らしい」
- 44位 μ's -「MOMENT RING」
- 45位 防弾少年団 -「RUN -Japanese Ver.-」
- 46位 Sexy Zone -「よびすて」
- 47位 ジャニーズWEST -「逆転Winner」
- 48位 桑田佳祐 -「ヨシ子さん」
- 49位 V6 -「Beautiful World」
- 50位 THE YELLOW MONKEY -「砂の塔」

### Billboard Japan 年間TOP25
※Billboard JAPAN 集計期間: 2015年12月 - 2016年11月
- 1位 AKB48「翼はいらない」
- 2位 RADWIMPS「前前前世」
- 3位 星野源「恋」
- 4位 AKB48「君はメロディー」
- 5位 SMAP「世界に一つだけの花」
- 6位 ピコ太郎「ペンパイナッポーアッポーペン」
- 7位 AKB48「LOVE TRIP」
- 8位 AKB48「ハイテンション」
- 9位 星野源「SUN」
- 10位 欅坂46「サイレントマジョリティー」
- 11位 西野カナ「トリセツ」
- 12位 ONE OK ROCK「Wherever you are」
- 13位 乃木坂46「サヨナラの意味」
- 14位 浦島太郎(桐谷健太)「海の声」
- 15位 乃木坂46「裸足でSummer」
- 16位 嵐「I seek」
- 17位 コブクロ「未来」
- 18位 back number「クリスマスソング」
- 19位 乃木坂46「ハルジオンが咲く頃」
- 20位 三代目 J Soul Brothers from EXILE TRIBE「R.Y.U.S.E.I.」
- 21位 嵐「復活LOVE」
- 22位 JY「好きな人がいること」
- 23位 AKB48「365日の紙飛行機」
- 24位 Perfume「FLASH」
- 25位 EXILE「Ki・mi・ni・mu・chu」

### インディーズシングル年間10
- 1位 Hi-STANDARD「Another Starting Line」
- 2位 WANIMA「JUICE UP!!」
- 3位 Hi-STANDARD「Vintage & New,Gift Shits」
- 4位 Suchmos「LOVE&VICE」
- 5位 刀剣男士 team三条 with加州清光「キミの詩」
- 6位 A応P「全力バタンキュー」
- 7位 ゴールデンボンバー「水商売をやめてくれないか」
- 8位 M!LK「夏味ランデブー」
- 9位 超特急「Yell」
- 10位 JINTAKA（赤西仁・山田孝之）「Choo Choo SHITAIN」

### 演歌・歌謡年間10
- 1位 氷川きよし「みれん心」
- 2位 山内惠介「流転の波止場」
- 3位 水森かおり「越後水原」
- 4位 三山ひろし「四万十川」
- 5位 福田こうへい「北の出世船」
- 6位 市川由紀乃「心かさねて」
- 7位 天童よしみ「女のあかり」
- 8位 五木ひろし「思い出の川/九頭竜川」
- 9位 三山ひろし「お岩木山」
- 10位 杜このみ「鴎の海峡」

### ゴールドディスク認定
| 作品名                                                                        | 認定       |
| ミリオン                                                                      | ミリオン   |
| ----------------------------------------------------------------------------- | ---------- |
| AKB48「ハイテンション」                                                       | 2016年11月 |
| 乃木坂46「サヨナラの意味」                                                    | 2016年11月 |
| 乃木坂46「裸足でSummer」                                                      | 2017年11月 |
| ダブル・プラチナ                                                              |            |
| 欅坂46「二人セゾン」                                                          | 2016年11月 |
| 欅坂46「サイレントマジョリティー」                                            | 2017年5月  |
| プラチナ                                                                      |            |
| 三代目J Soul Brothers from EXILE TRIBE「Welcome to TOKYO」                    | 2016年11月 |
| EXO「Coming Over」                                                            | 2016年12月 |
| NMB48「僕以外の誰か」                                                         | 2016年12月 |
| 関ジャニ∞「NOROSHI」                                                          | 2016年12月 |
| Hey! Say! JUMP「Give Me Love」                                                | 2016年12月 |
| 星野源「恋」                                                                  | 2016年12月 |
| ゴールド                                                                      |            |
| ℃-ute「夢幻クライマックス/愛はまるで静電気/Singing〜あの頃のように〜」        | 2016年11月 |
| KinKi Kids「道は手ずから夢の花」                                              | 2016年11月 |
| 桑田佳祐「君への手紙」                                                        | 2016年11月 |
| GENERATIONS from EXILE TRIBE「PIERROT」                                       | 2016年11月 |
| Sexy Zone「よびすて」                                                         | 2016年11月 |
| 2PM「Promise(I’ll be) -Japanese ver.-」                                       | 2016年11月 |
| 三山ひろし「四万十川」                                                        | 2016年11月 |
| モーニング娘。'16「セクシーキャットの演説/ムキダシで向き合って/そうじゃない」 | 2016年11月 |
| 林部智史「あいたい」                                                          | 2016年12月 |
| 安室奈美恵「Hero」                                                            | 2017年1月  |
| QUARTET NIGHT「God's S.T.A.R.」                                               | 2017年1月  |
| SHINee「Winter Wonderland」                                                   | 2017年1月  |
| Hi-STANDARD「Vintage & New, Gift Shits」                                      | 2017年1月  |
| BOYS AND MEN研究生「ドドンコ Don't worry」                                    | 2017年1月  |
| 山内惠介「流転の波止場」                                                      | 2017年3月  |
| Aqours「恋になりたいAQUARIUM」                                                | 2017年9月  |
| WANIMA「JUICE UP!!」                                                          | 2017年12月 |

## 日本のアルバム

### 年間TOP50
※提供：オリコン（2015年12月14日 - 2016年12月11日集計）
- 1位  嵐 -『Are You Happy?』
- 2位 三代目 J Soul Brothers from EXILE TRIBE -『THE JSB LEGACY』
- 3位  宇多田ヒカル -『Fantome』
- 4位 小田和正 -『あの日 あの時』
- 5位 Various Artist - 『HiGH&LOW ORIGINAL BEST ALBUM』
- 6位 RADWIMPS - 『君の名は。』
- 7位 乃木坂46 - 『それぞれの椅子』
- 8位 福山雅治 - 『福の音』
- 9位 いきものがかり - 『超いきものばかり〜てんねん記念メンバーズBESTセレクション〜』
- 10位 Hey! Say! JUMP - 『DEAR.』
- 11位 E-girls - 『E.G. SMILE -E-girls BEST-』
- 12位 Kis-My-Ft2 - 『I SCREAM』
- 13位 西野カナ - 『Just LOVE』
- 14位 BUMP OF CHICKEN - 『Butterflies』
- 15位 RADWIMPS - 『人間開花』
- 16位 EXILE - 『EXTREME BEST』
- 17位 BABYMETAL -『METAL RESISTANCE』
- 18位 KAT-TUN - 『KAT-TUN 10TH ANNIVERSARY BEST “10Ks”』
- 19位 コブクロ - 『TIMELESS WORLD』
- 20位 BIGBANG - 『MADE SERIES』
- 21位 DREAMS COME TRUE - 『DREAMS COME TRUE THE ウラBEST! 私だけのドリカム』
- 22位 Perfume - 『COSMIC EXPLORER』
- 23位 back number - 『シャンデリア』
- 24位  MAN WITH A MISSION - 『The World's On Fire』
- 25位 ZARD - 『ZARD Forever Best 〜25th Anniversary〜』
- 26位 Sexy Zone - 『Sexy Zone 5th Anniversary Best』
- 27位 KinKi Kids - 『N album』
- 28位 氷室京介 - 『L'EPILOGUE』
- 29位 Various Artist - 『歌物語 -〈物語〉シリーズ主題歌集-』
- 30位 Flower - 『THIS IS Flower THIS IS BEST』
- 31位 スピッツ -『醒めない』
- 32位 星野源 - 『YELLOW DANCER』
- 33位 Sexy Zone - 『Welcome to Sexy Zone』
- 34位 ワルキューレ -『Walkure Attack!』
- 35位 NEWS - 『QUARTETTO』
- 36位 2PM - 『GALAXY OF 2PM』
- 37位 GENERATIONS from EXILE TRIBE - 『SPEEDSTER』
- 38位 ゲスの極み乙女。 - 『両成敗』
- 39位 JUJU - 『スナックJUJU 〜夜のRequest〜』
- 40位 DREAMS COME TRUE -『DREAMS COME TRUE THE BEST! 私のドリカム』
- 41位 ももいろクローバーZ - 『白金の夜明け』
- 42位 ももいろクローバーZ - 『AMARANTHUS』
- 43位 aiko - 『May Dream』
- 44位 iKON - 『WELCOME BACK』
- 45位 松任谷由実 - 『宇宙図書館』
- 46位 ジャニーズWEST - 『なうぇすと』
- 47位 ゆず - 『TOWA』
- 48位 防弾少年団 - 『YOUTH』
- 49位 アリアナ・グランデ - 『デンジャラス・ウーマン』
- 50位 レッド・ホット・チリ・ペッパーズ - 『ザ・ゲッタウェイ』

### インディーズアルバム年間10
- 1位 超特急「Dramatic Seven」
- 2位 矢沢永吉「LIVE HISTORY 2000〜2015」
- 3位 Suchmos「THE BAY」
- 4位 赤西仁「Audio Fashion」
- 5位 岡村靖幸「幸福」
- 6位 MY FIRST STORY「ANTITHESE」
- 7位 WANIMA「Are You Coming?」
- 8位 刀剣男士 team三条 with加州清光「ミュージカル『刀剣乱舞』〜阿津賀志山異聞〜」
- 9位 GACKT「LAST MOON」
- 10位 刀剣男士 team三条 with加州清光「刀剣乱舞」

### ゴールドディスク認定
| 作品名                                                                  | 認定       |
| ミリオン                                                                | ミリオン   |
| ----------------------------------------------------------------------- | ---------- |
| SMAP「SMAP 25 YEARS」                                                   | 2016年12月 |
| トリプル・プラチナ                                                      |            |
| 宇多田ヒカル「Fantôme」                                                 | 2016年12月 |
| ダブル・プラチナ                                                        |            |
| back number「アンコール」                                               | 2016年12月 |
| RADWIMPS「君の名は。」                                                  | 2017年2月  |
| 小田和正「あの日 あの時」                                               | 2017年6月  |
| プラチナ                                                                |            |
| RADWIMPS「人間開花」                                                    | 2016年11月 |
| コブクロ「TIMELESS WORLD」                                              | 2016年12月 |
| ゴールド                                                                |            |
| ［Alexandros］「EXIST!」                                                | 2016年11月 |
| きゃりーぱみゅぱみゅ「KPP BEST」                                        | 2016年11月 |
| ゲスの極み乙女。「両成敗」                                              | 2016年11月 |
| ジャニーズWEST「なうぇすと」                                            | 2016年11月 |
| JUJU「スナックJUJU 〜夜のRequest〜」                                    | 2016年11月 |
| Sexy Zone「Sexy Zone 5th Anniversary Best」                             | 2016年11月 |
| 中島みゆき「中島みゆき・21世紀ベストセレクション『前途』」              | 2016年11月 |
| 氷室京介「L'EPILOGUE」                                                  | 2016年11月 |
| 松任谷由実「宇宙図書館」                                                | 2016年11月 |
| ブルーノ・マーズ「24K・マジック」                                       | 2017年1月  |
| Aimer「daydream」                                                       | 2017年3月  |
| 木村好夫と演歌倶楽部「木村好夫のギター演歌 〜昭和の名曲コレクション〜」 | 2019年12月 |
| レッド・ホット・チリ・ペッパーズ「ザ・ゲッタウェイ」                    | 2023年4月  |

## 音楽配信 (日本)
※集計：レコチョク（着うたフル+インターネット配信）

### 楽曲別年間TOP10
- 1位 浦島太郎（桐谷健太） - 「海の声」
- 2位 AKB48 - 「365日の紙飛行機」
- 3位 RADWIMPS - 「前前前世 (movie ver.)」
- 4位 RADIO FISH - 「PERFECT HUMAN」
- 5位 back number - 「クリスマスソング」
- 6位 星野源 - 「恋」
- 7位 西野カナ - 「トリセツ」
- 8位 宇多田ヒカル - 「花束を君に」
- 9位 ONE OK ROCK - 「Wherever you are」
- 10位 星野源 - 「SUN」

### アルバム別年間TOP10
- 1位 宇多田ヒカル -『Fantôme』
- 2位 RADWIMPS -『君の名は。』
- 3位 西野カナ -『Just LOVE』
- 4位 DREAMS COME TRUE -『DREAMS COME TRUE THE BEST! 私のドリカム』
- 5位 back number -『シャンデリア』
- 6位 三代目J Soul Brothers from EXILE TRIBE  -『THE JSB LEGACY』
- 7位 いきものがかり -『超いきものばかり〜てんねん記念メンバーズBESTセレクション〜』
- 8位 星野源 -『YELLOW DANCER』
- 9位 V.A. - 『2015年洋楽総ざらい！Party Anthem Hits! 2015 Best Edition』
- 10位 V.A. -『HiGH&LOW ORIGINAL BEST ALBUM』

### 配信ゴールド認定
| 作品名                                                     | 認定                                     |
| ダブル・ミリオン (2,000,000ダウンロード)                   | ダブル・ミリオン (2,000,000ダウンロード) |
| ---------------------------------------------------------- | ---------------------------------------- |
| 星野源「恋」                                               | 2019年1月                                |
| ミリオン (1,000,000ダウンロード)                           |                                          |
| RADWIMPS「前前前世 (movie ver.)」                          | 2017年2月                                |
| トリプル・プラチナ (750,000ダウンロード)                   |                                          |
| 安室奈美恵「Hero」                                         | 2018年4月                                |
| RADWIMPS「なんでもないや (movie ver.)」                    | 2018年12月                               |
| 米津玄師「LOSER」                                          | 2019年7月                                |
| 宇多田ヒカル「花束を君に」                                 | 2019年10月                               |
| ダブル・プラチナ (500,000ダウンロード)                     |                                          |
| back number「ハッピーエンド」                              | 2018年1月                                |
| 欅坂46「サイレントマジョリティー」                         | 2019年1月                                |
| RADWIMPS「スパークル (movie ver.)」                        | 2019年5月                                |
| プラチナ (250,000ダウンロード)                             |                                          |
| AI「みんながみんな英雄」                                   | 2016年3月                                |
| ケツメイシ「友よ 〜 この先もずっと…」                      | 2016年10月                               |
| JY「好きな人がいること」                                   | 2016年10月                               |
| 安室奈美恵「Mint」                                         | 2016年12月                               |
| 宇多田ヒカル「真夏の通り雨」                               | 2017年1月                                |
| 手嶌葵「明日への手紙（ドラマバージョン）」                 | 2017年1月                                |
| Perfume「FLASH」                                           | 2017年1月                                |
| RADWIMPS「夢灯籠」                                         | 2017年1月                                |
| 宇多田ヒカル「道」                                         | 2017年2月                                |
| 藤原さくら「Soup」                                         | 2017年7月                                |
| Suchmos「STAY TUNE」                                       | 2017年12月                               |
| 平井堅「魔法って言っていいかな?」                          | 2017年12月                               |
| WANIMA「ともに」                                           | 2018年1月                                |
| Flower「やさしさで溢れるように」                           | 2018年3月                                |
| 西野カナ「Dear Bride」                                     | 2020年11月                               |
| SPYAIR「RAGE OF DUST」                                     | 2022年1月                                |
| ゴールド (100,000ダウンロード)                             |                                          |
| AI「みんながみんな英雄 （フルバージョン）」                | 2016年4月                                |
| aiko「もっと」                                             | 2016年5月                                |
| 三代目J Soul Brothers from EXILE TRIBE「Feel So Alive」    | 2016年5月                                |
| 西野カナ「あなたの好きなところ」                           | 2016年5月                                |
| BIGBANG「BANG BANG BANG」                                  | 2016年5月                                |
| 西野カナ「Have a nice day」                                | 2016年7月                                |
| 藤原さくら「好きよ 好きよ 好きよ」                         | 2016年7月                                |
| ポルノグラフィティ「THE DAY」                              | 2016年7月                                |
| back number「僕の名前を」                                  | 2016年8月                                |
| 藍井エイル「翼」                                           | 2016年8月                                |
| EGOIST「KABANERI OF THE IRON FORTRESS」                    | 2016年8月                                |
| ケツメイシ「さらば涙」                                     | 2016年9月                                |
| Dream Ami「トライ・エヴリシング」                          | 2016年9月                                |
| ナオト・インティライミ「Overflows 〜言葉にできなくて〜」   | 2016年10月                               |
| ジャスティン・ビーバー「Sorry」                            | 2016年10月                               |
| 西野カナ「君が好き」                                       | 2016年11月                               |
| 宇多田ヒカル「Fantome」                                    | 2016年11月                               |
| RADWIMPS「君の名は。」                                     | 2016年11月                               |
| EXILE ATSUSHI「糸」                                        | 2016年12月                               |
| 中田ヤスタカ「NANIMONO feat．米津玄師」                    | 2016年12月                               |
| 乃木坂46「今、話したい誰かがいる」                         | 2016年12月                               |
| 清水翔太「My Boo」                                         | 2017年1月                                |
| BUMP OF CHICKEN「アンサー」                                | 2017年1月                                |
| BLUE ENCOUNT「Survivor」                                   | 2017年1月                                |
| Aimer「蝶々結び」                                          | 2017年2月                                |
| 三代目J Soul Brothers from EXILE TRIBE「Welcome to TOKYO」 | 2017年2月                                |
| ワルキューレ「一度だけの恋なら」                           | 2017年2月                                |
| 欅坂46「二人セゾン」                                       | 2017年3月                                |
| 乃木坂46「サヨナラの意味」                                 | 2017年3月                                |
| A応P「全力バタンキュー」                                   | 2017年4月                                |
| ピコ太郎「PPAP（ペンパイナッポーアッポーペン）」           | 2017年4月                                |
| スピッツ「スターゲイザー」                                 | 2017年5月                                |
| DREAMS COME TRUE「あなたのように」                         | 2017年5月                                |
| 綾野ましろ「ideal white」                                  | 2017年6月                                |
| 三代目J Soul Brothers from EXILE TRIBE「MUGEN ROAD」       | 2017年8月                                |
| RADWIMPS「前前前世 (original ver.)」                       | 2017年8月                                |
| RADWIMPS「棒人間」                                         | 2017年8月                                |
| 一青窈「他人の関係」                                       | 2017年11月                               |
| ブルーノ・マーズ「24K・マジック」                          | 2017年11月                               |
| 家入レオ「僕たちの未来」                                   | 2018年2月                                |
| back number「アンコール」                                  | 2018年2月                                |
| 松田聖子「薔薇のように咲いて 桜のように散って」            | 2018年6月                                |
| 安室奈美恵「Dear Diary」                                   | 2018年9月                                |
| 三浦大知「(RE)PLAY」                                       | 2018年9月                                |
| Nissy「まだ君は知らない MY PRETTIEST GIRL」                | 2019年2月                                |
| 欅坂46「世界には愛しかない」                               | 2019年4月                                |
| 乃木坂46「裸足でSummer」                                   | 2019年6月                                |
| Aimer「カタオモイ」                                        | 2019年8月                                |
| Aimer「茜さす」                                            | 2019年9月                                |
| Aimer「ninelie with chelly （EGOIST）」                    | 2019年9月                                |
| TrySail「High Free Spirits」                               | 2019年9月                                |
| サカナクション「多分、風。」                               | 2020年2月                                |
| aiko「カブトムシ」                                         | 2020年3月                                |
| 宇多田ヒカル「二時間だけのバカンス feat.椎名林檎」         | 2021年2月                                |
| GENERATIONS from EXILE TRIBE「AGEHA」                      | 2022年6月                                |
| BiSH「オーケストラ」                                       | 2022年7月                                |
| ワルキューレ「絶対零度θノヴァティック」                    | 2023年1月                                |
| BURNOUT SYNDROMES「FLY HIGH!!」                            | 2024年12月                               |

### ストリーミング認定
| 作品名                                                             | 認定                                           |
| トリプル・プラチナ (300,000,000ストリーミング)                     | トリプル・プラチナ (300,000,000ストリーミング) |
| ------------------------------------------------------------------ | ---------------------------------------------- |
| back number「ハッピーエンド」                                      | 2024年7月                                      |
| ダブル・プラチナ (200,000,000ストリーミング)                       |                                                |
| Aimer「カタオモイ」                                                | 2023年6月                                      |
| プラチナ (100,000,000ストリーミング)                               |                                                |
| 清水翔太「My Boo」                                                 | 2021年9月                                      |
| ザ・チェインスモーカーズ「クローザー」                             | 2021年9月                                      |
| sumika「Lovers/「伝言歌」」                                        | 2023年5月                                      |
| 星野源「恋」                                                       | 2023年7月                                      |
| 欅坂46「サイレントマジョリティー」                                 | 2024年2月                                      |
| ジャスティン・ビーバー「Sorry」                                    | 2024年3月                                      |
| 米津玄師「LOSER」                                                  | 2024年8月                                      |
| Aimer「蝶々結び」                                                  | 2024年8月                                      |
| ケツメイシ「友よ 〜 この先もずっと…」                              | 2024年8月                                      |
| SEVENTEEN「VERY NICE」                                             | 2024年9月                                      |
| ゴールド (50,000,000ストリーミング)                                |                                                |
| あいみょん「生きていたんだよな」                                   | 2021年10月                                     |
| フィフス・ハーモニー「ワーク・フロム・ホーム」                     | 2022年1月                                      |
| ブルーノ・マーズ「24K・マジック」                                  | 2022年1月                                      |
| 乃木坂46「サヨナラの意味」                                         | 2022年8月                                      |
| JY「好きな人がいること」                                           | 2022年9月                                      |
| BIGBANG「BANG BANG BANG」                                          | 2022年9月                                      |
| indigo la End「夏夜のマジック」                                    | 2023年1月                                      |
| ブルーノ・マーズ「ザッツ・ホワット・アイ・ライク」                 | 2023年2月                                      |
| Suchmos「STAY TUNE」                                               | 2023年3月                                      |
| 宇多田ヒカル「花束を君に」                                         | 2023年4月                                      |
| チャーリー・プース「ウィー・ドント・トーク・エニモア」             | 2023年4月                                      |
| SEVENTEEN「Pretty U」                                              | 2023年6月                                      |
| back number「君の恋人になったら」                                  | 2023年8月                                      |
| BiSH「オーケストラ」                                               | 2023年9月                                      |
| RADWIMPS「なんでもないや (movie ver.)」                            | 2023年11月                                     |
| 宇多田ヒカル「道」                                                 | 2023年12月                                     |
| RADWIMPS「前前前世 (original ver.)」                               | 2024年2月                                      |
| 平井大「Life is Beautiful」                                        | 2024年2月                                      |
| DJスネーク「レット・ミー・ラヴ・ユー feat.ジャスティン・ビーバー」 | 2024年4月                                      |
| back number「僕の名前を」                                          | 2024年5月                                      |
| 平井大「tonight」                                                  | 2024年6月                                      |
| RADWIMPS「夢灯籠」                                                 | 2024年7月                                      |
| Mrs. GREEN APPLE「In the Morning」                                 | 2024年7月                                      |
| 西野カナ「Dear Bride」                                             | 2024年7月                                      |
| Nissy「まだ君は知らない MY PRETTIEST GIRL」                        | 2024年11月                                     |
| RADWIMPS「前前前世 (movie ver.)」                                  | 2024年12月                                     |
| CREAM「Girl Like Me」                                              | 2024年12月                                     |
| シルバー (30,000,000ストリーミング※旧基準)                         |                                                |
| 欅坂46「二人セゾン」                                               | 2020年11月                                     |
| ブルーノ・マーズ「ザッツ・ホワット・アイ・ライク」                 | 2021年5月                                      |
| カーリー・レイ・ジェプセン「アイ・リアリー・ライク・ユー」         | 2021年8月                                      |
| Flower「やさしさで溢れるように」                                   | 2021年11月                                     |

## 日本のDVD・Blu-ray
調査期間：2015年12月28日〜2016年12月19日
年間TOP30
- 1位 三代目 J Soul Brothers from EXILE TRIBE「三代目J Soul Brothers LIVE TOUR 2015「BLUE PLANET」」
- 2位 嵐「ARASHI LIVE TOUR 2015 Japonism」
- 3位 嵐「ARASHI BLAST in Miyagi」
- 4位 Kis-My-Ft2「2015 CONCERT TOUR 『KIS-MY-WORLD』」
- 5位 EXILE「EXILE LIVE TOUR 2015 "AMAZING WORLD"」
- 6位 関ジャニ∞「関ジャニ∞の元気が出るLIVE!!」
- 7位 せんせーションズ「さよならセンセーション」
- 8位 関ジャニ∞「Music Video Tour 2010-2017」
- 9位 Hey! Say! JUMP「EXILE ATSUSHI LIVE TOUR 2016 “IT'S SHOW TIME!!”」
- 10位 関ジャニ∞「関ジャニ∞リサイタル 真夏の俺らは罪なヤツ」
- 11位 V6「V6 LIVE TOUR 2015 -SINCE 1995〜FOREVER-」
- 12位 安室奈美恵「namie amuro LIVEGENIC 2015-2016」
- 13位 乃木坂46「ALL MV COLLECTION〜あの時の彼女たち〜」
- 14位 Mr.Children「Mr.Children Stadium Tour 2015 未完」
- 15位 Mr.Children「Mr.Children REFLECTION｛Live&Film｝」
- 16位 ONE OK ROCK「ONE OK ROCK 2015 “35xxxv” JAPAN TOUR LIVE & DOCUMENTARY」
- 17位 NEWS「NEWS LIVE TOUR 2015 WHITE」
- 18位 B'z「B'z LIVE-GYM 2015 -EPIC NIGHT-」
- 19位 BIGBANG「BIGBANG WORLD TOUR 2015〜2016 ［MADE］ IN JAPAN」
- 20位 KAT-TUN「KAT-TUN 10TH ANNIVERSARY LIVE TOUR "10Ks!"」
- 21位 AAA「AAA 10th Anniversary SPECIAL 野外LIVE in 富士急ハイランド」
- 22位 KinKi Kids「2015-2016 Concert KinKi Kids」
- 23位 BUMP OF CHICKEN「BUMP OF CHICKEN 結成20周年記念 Special Live 「20」」
- 24位 ジャニーズWEST「ジャニーズWEST 1st Tour パリピポ」
- 25位 μ's「ラブライブ! μ's Final LoveLive!〜μ'sic Forever♪♪♪♪♪♪♪♪♪〜Blu-ray Memorial BOX」
- 26位 AAA「AAA ARENA TOUR 2016 -LEAP OVER-」
- 27位 サザンオールスターズ「おいしい葡萄の旅ライブ –at DOME & 日本武道館-」
- 28位 ジャニーズWEST「ジャニーズWEST CONCERT TOUR 2016 ラッキィィィィィィィ7」
- 29位 星野源「Live Tour “YELLOW VOYAGE”」
- 30位 堂本光一「KOICHI DOMOTO LIVE TOUR 2015 Spiral」

Category:2016年のライブ・ビデオを参照

### ゴールドディスク認定
| 作品名                                                                 | 認定             |
| ダブル・プラチナ                                                       | ダブル・プラチナ |
| ---------------------------------------------------------------------- | ---------------- |
| SMAP「Clip! Smap! コンプリートシングルス」                             | 2017年1月        |
| プラチナ                                                               |                  |
| Kis-My-Ft2「CONCERT TOUR 2016 I SCREAM」                               | 2016年12月       |
| ゴールド                                                               |                  |
| 関ジャニ∞「関ジャニ∞リサイタル 真夏の俺らは罪なヤツ」                  | 2016年11月       |
| AAA「AAA 10th Anniversary SPECIAL 野外LIVE in 富士急ハイランド」       | 2016年11月       |
| NEWS「NEWS LIVE TOUR 2016 QUARTETTO」                                  | 2016年12月       |
| GENERATIONS from EXILE TRIBE「GENERATIONS LIVE TOUR 2016 "SPEEDSTER"」 | 2017年1月        |
| 星野源「Live Tour “YELLOW VOYAGE”」                                    | 2017年1月        |
| KinKi Kids「2015-2016 Concert KinKi Kids」                             | 2017年4月        |
| AAA「AAA ARENA TOUR 2016 -LEAP OVER-」                                 | 2017年4月        |

## カラオケ年間50
調査期間：2015年12月28日〜2016年12月19日
- 1位 浦島太郎(桐谷健太)「海の声」
- 2位 中島みゆき「糸」
- 3位 秦基博「ひまわりの約束」
- 4位 西野カナ「トリセツ」
- 5位 一青窈「ハナミズキ」
- 6位 高橋洋子「残酷な天使のテーゼ」
- 7位 AKB48「365日の紙飛行機」
- 8位 三代目 J Soul Brothers from EXILE TRIBE「R.Y.U.S.E.I.」
- 9位 スキマスイッチ「奏 (かなで)」
- 10位 MONGOL800「小さな恋のうた」
- 11位 back number「クリスマスソング」
- 12位 AI「Story」
- 13位 星野源「SUN」
- 14位 ONE OK ROCK「Wherever you are」
- 15位 ゆず「栄光の架橋」
- 16位 back number「高嶺の花子さん」
- 17位 UNISON SQUARE GARDEN「シュガーソングとビターステップ」
- 18位 レミオロメン「3月9日」
- 19位 GReeeeN「愛唄」
- 20位 WhiteFlame feat.初音ミク「千本桜」
- 21位 絢香「にじいろ」
- 22位 HY「366日」
- 23位 スピッツ「チェリー」
- 24位 GReeeeN「キセキ」
- 25位 supercell「君の知らない物語」
- 26位 BUMP OF CHICKEN「天体観測」
- 27位 尾崎豊「I LOVE YOU」
- 28位 AAA「恋音と雨空」
- 29位 RADWIMPS「前前前世 (movie ver.)」
- 30位 石川さゆり「天城越え」
- 31位 松たか子「レット・イット・ゴー〜ありのままで〜(日本語歌)」
- 32位 BEGIN「島人ぬ宝」
- 33位 Superfly「愛をこめて花束を」
- 34位 DREAMS COME TRUE「未来予想図II」
- 35位 ポルノグラフィティ「サウダージ」
- 36位 中西保志「最後の雨」
- 37位 RADIO FISH「PERFECT HUMAN」
- 38位 石川さゆり「津軽海峡・冬景色」
- 39位 EXILE「道」
- 40位 シャ乱Q「シングルベッド」
- 41位 レミオロメン「粉雪」
- 42位 SMAP「世界に一つだけの花」
- 43位 AKB48「恋するフォーチュンクッキー」
- 44位 back number「ヒロイン」
- 45位 湘南乃風「純恋歌」
- 46位 JY「好きな人がいること」
- 47位 BIGBANG「FANTASTIC BABY」
- 48位 星野源「恋」
- 49位 吉幾三「酒よ」
- 50位 ピコ太郎「ペンパイナッポーアッポーペン」

## Billboard Hot 100 年間TOP10
※Billboard 集計期間: 2015年12月5日 - 2016年11月26日
- 1位 ジャスティン・ビーバー「Love Yourself」
- 2位 ジャスティン・ビーバー「Sorry」
- 3位 ドレイク「One Dance」
- 4位 リアーナ featuring ドレイク「Work」
- 5位 トゥエンティ・ワン・パイロッツ「Stressed Out」
- 6位 デザイナー「Panda」
- 7位 アデル「Hello」
- 8位 ザ・チェインスモーカーズ featuring デイヤ「Don't Let Me Down」
- 9位 ジャスティン・ティンバーレイク「Can't Stop the Feeling!」
- 10位 ザ・チェインスモーカーズ featuring ホールジー「Closer」

## 各チャート
- オリコン
  - Template:オリコン週間シングルチャート第1位 2016年
  - Template:オリコン週間アルバムチャート第1位 2016年
  - Template:オリコン週間デジタルアルバムチャート第1位 2016年
  - Template:オリコン週間アニメシングルチャート第1位 2016年
  - Template:オリコン週間アニメアルバムチャート第1位 2016年
  - Template:オリコン週間演歌・歌謡シングルチャート第1位 2016年
  - Template:オリコン週間DVD音楽チャート第1位 2016年
- Billboard JAPAN
  - Template:Billboard JAPANシングル・セールス・チャート「Billboard JAPAN Top Singles」第1位 2016年
  - Template:Billboard JAPANアニメ楽曲・チャート「Hot Animation」第1位 2016年
  - Template:Billboard JAPANシングル・チャート「Billboard JAPAN Hot 100」第1位 2016年
  - Template:Billboard JAPANアルバム・セールス・チャート「Billboard JAPAN Top Albums」第1位 2016年
  - Template:Billboard JAPANアルバム・チャート「Billboard JAPAN Hot Albums」第1位 2016年
- その他
  - Template:ITunes Weekly RANKING第1位 2016年
  - Template:スペースシャワーTV - SUPER HITS PERFECT RANKING 50第1位 2016年

## イベント
| 開催日                     | タイトル                                                                                       |
| -------------------------- | ---------------------------------------------------------------------------------------------- |
| 1月9日                     | エレクトロックス 2016                                                                          |
| 1月10日                    | ミソフェス2016                                                                                 |
| 1月28日                    | PMC presents MUSIC COMPLEX 2016,winter                                                         |
| 2月6日                     | BAYCAMP 201602                                                                                 |
| 2月6日・7日                | でらロックフェスティバル 2016（初回）                                                          |
| 2月7日                     | machioto2016（初回）                                                                           |
| 2月14日                    | ビクターロック祭り2016                                                                         |
| 3月5日                     | 見放題東京2016（初回）                                                                         |
| 3月17日                    | PMC presents MUSIC COMPLEX 2016,spring                                                         |
| 3月19日                    | OTO TO TABI 2016                                                                               |
| 3月12日・13日              | TENJIN ONTAQ 2016                                                                              |
| 3月19日・20日              | HAPPY JACK 2016                                                                                |
| 3月20日・21日              | SANUKI ROCK COLOSSEUM 2016 〜BUSTA CUP 7th round〜                                             |
| 3月26日                    | 飯坂温泉ミュージックフェスティバル おと酔いウォーク2016                                        |
| 3月26日                    | IMAIKE GO NOW 2016                                                                             |
| 4月2日・3日                | PUNKSPRING 2016                                                                                |
| 4月2日・3日                | YON FES 2016                                                                                   |
| 4月24日                    | SYNCHRONICITY'16 -After Hours-                                                                 |
| 4月17日                    | トアロード・アコースティック・フェスティバル 2016                                              |
| 4月29日・30日              | ARABAKI ROCK FEST.2016                                                                         |
| 4月29日・30日              | ニコニコ超会議16                                                                               |
| 5月1日                     | LOUD∞OUT FEST 2016                                                                             |
| 5月4日                     | NIIGATA RAINBOW ROCK 2016                                                                      |
| 5月3日・4日・5日           | JAPAN JAM 2016                                                                                 |
| 5月7日                     | COMIN'KOBE16                                                                                   |
| 5月8日                     | Don't Stop Music Fes. TOCHIGI 2016                                                             |
| 5月13日・14日・15日        | 森、道、市場 2016 ～つながる空と色を探しに海へ～                                               |
| 5月14日                    | RUSH BALL★R                                                                                    |
| 5月14日・15日              | CIRCLE'16                                                                                      |
| 5月14日・15日・21日・22日  | METROPOLITAN ROCK FESTIVAL 2016                                                                |
| 5月28日                    | Shimokitazawa SOUND CRUISING 2016                                                              |
| 5月28日                    | hoshioto'16                                                                                    |
| 5月28日・29日              | VIVA LA ROCK 2016                                                                              |
| 6月4日                     | SATANIC CARNIVAL'16                                                                            |
| 6月4日・5日                | TAICOCLUB'16                                                                                   |
| 6月4日・5日                | 百万石音楽祭2016〜ミリオンロックフェスティバル〜                                               |
| 6月8日・9日                | SAKAE SP-RING 2016                                                                             |
| 6月18日・19日              | YATSUI FESTIVAL! 2016                                                                          |
| 6月25日                    | FREEDOM NAGOYA2016                                                                             |
| 6月26日                    | ネコフェス2016 くだけねこロックフェスティバル                                                  |
| 6月30日・7月1日・9日・10日 | ロックロックこんにちは! 20th Anniversary! Special 〜R² need U, I need U〜                      |
| 7月2日                     | 見放題2016                                                                                     |
| 7月2日・3日                | 京都大作戦2016 〜吸収年!栄養満点!音のお野祭!〜 Take it! Fully nutritious! Sound vege festival! |
| 7月9日・10日               | 第33回 PEACEFUL LOVE ROCK FESTIVAL 2016                                                        |
| 7月16日・17日              | JOIN ALIVE 2016                                                                                |
| 7月17日                    | MEET THE WORLD BEAT 2016                                                                       |
| 7月22日・23日・24日        | フジロックフェスティバル'16                                                                    |
| 7月23日・24日              | NUMBER SHOT 2016                                                                               |
| 7月29日〜8月4日            | a-nation island 2016                                                                           |
| 7月31日                    | MURO FESTIVAL 2016                                                                             |
| 7月30日・31日              | OGA NAMAHAGE ROCK FESTIVAL VOL.7                                                               |
| 8月5日・6日・7日           | TOKYO IDOL FESTIVAL 2016                                                                       |
| 8月6日                     | EAT THE ROCK 2016                                                                              |
| 8月6日・7日・13日・14日    | ROCK IN JAPAN FESTIVAL 2016                                                                    |
| 8月12日・13日              | RISING SUN ROCK FESTIVAL 2016 in EZO                                                           |
| 8月13日                    | Exciting Summer in WAJIKI'16                                                                   |
| 8月20日・21日              | SUMMER SONIC 2016                                                                              |
| 8月20日・21日              | MONSTER baSH 2016                                                                              |
| 8月20日・21日              | 八食サマーフリーライブ 2016                                                                    |
| 8月20日・21日              | WILD BUNCH FEST.2016                                                                           |
| 8月20日・21日              | J-WAVE LIVE SUMMER JAM 2016                                                                    |
| 8月21日                    | Sky Jamboree 2016 〜one pray in nagasaki〜                                                     |
| 8月22日〜28日              | RADIO BERRY ベリテンライブ 2016 〜HEAVEN'S ROCK Utsunomiya VJ-2〜                              |
| 8月26日・27日・28日        | Animelo Summer Live 2016 刻-TOKI-                                                              |
| 8月26日・27日・28日        | SPACE SHOWER SWEET LOVE SHOWER 2016                                                            |
| 8月27日                    | 音楽と髭達 2016 -C'mon OTOHIGE-                                                                |
| 8月27日                    | 未確認フェスティバル2016                                                                       |
| 8月27日・28日              | TRIANGLE'16                                                                                    |
| 8月27日・28日              | RUSH BALL 2016                                                                                 |
| 8月27日・28日              | a-nation stadium fes. 2016                                                                     |
| 8月28日・29日              | 宗像フェス 〜World Heritage Munakata〜                                                         |
| 9月3日                     | OTODAMA'16〜音泉魂〜                                                                           |
| 9月3日・4日                | 秋田CARAVAN MUSIC FES 2016（初回）                                                             |
| 9月3日・4日                | 24th Sunset Live 2016 -Love & Unity-                                                           |
| 9月6日                     | 黒フェス 2016                                                                                  |
| 9月3日                     | BAYCAMP 2016                                                                                   |
| 9月4日                     | RADIO BERRY ベリテンライブ2016 Special                                                         |
| 9月10日・11日              | 中津川 THE SOLAR BUDOKAN 2016                                                                  |
| 9月17日                    | Augusta Camp 2016 〜produced by 秦 基博〜                                                      |
| 9月17日・18日              | 氣志團万博2016〜房総ロックンロール★チャンピオン★カーニバル〜                                   |
| 9月17日・18日              | イナズマロックフェス2016                                                                       |
| 9月17日・18日              | TOKYO CALLING 2016（初回）                                                                     |
| 9月17日・18日              | New Acoustic Camp 2016                                                                         |
| 9月17日・18日・19日        | 風とロック芋煮会2016 KAZETOROCK IMONY WORLD                                                    |
| 9月18日                    | いしがきミュージックフェスティバル 2016                                                        |
| 9月18日                    | 京都音楽博覧会 2016                                                                            |
| 9月24日                    | 山人音楽祭 2016                                                                                |
| 9月24日・25日              | りんご音楽祭 2016                                                                              |
| 10月1日                    | MEGA☆ROCKS 2016                                                                                |
| 10月1日・16日              | HAWAIIAN6 presents ECHOES 2016                                                                 |
| 10月2日                    | マグロック 2016                                                                                |
| 10月8日・9日               | 朝霧JAM 2016                                                                                   |
| 10月8日・9日               | LOUD PARK 16                                                                                   |
| 10月8日・9日・10日         | MINAMI WHEEL 2016                                                                              |
| 10月9日                    | 騎馬武者ロックフェス 2016                                                                      |
| 10月14・15・16日           | VISUAL JAPAN SUMMIT(幕張メッセ)                                                                |
| 10月28日・29日・30日       | ボロフェスタ 2016                                                                              |
| 10月22日・23日             | テレビ朝日ドリームフェスティバル 2016                                                          |
| 11月5日・6日               | MONGOL800 ga FESTIVAL What a Wonderful World!! 2016                                            |
| 11月4日・5日               | バズリズムLIVE2016                                                                             |
| 12月3日                    | 下北沢にて'16                                                                                  |
| 12月22日・23日・24日・25日 | 年末調整GIG 2016                                                                               |
| 12月24日・25日             | ポルノ超特急 2016                                                                              |
| 12月24日・25日             | MERRY ROCK PARADE 2016                                                                         |
| 12月27日・28日             | FM802 ROCK FESTIVAL RADIO CRAZY 2016                                                           |
| 12月28日・29日・30日・31日 | O-Crest YEAR END PARTY 2016 Special 4DAYS!                                                     |
| 12月28日・29日・30日・31日 | COUNTDOWN JAPAN16/17                                                                           |
| 12月30日・31日             | LIVE DI:GA JUDGEMENT 2017                                                                      |
| 12月31日                   | 第67回NHK紅白歌合戦                                                                            |

### 日本武道館公演
- 1月1日・2日 - DISH//
- 1月3日 - アルスマグナ
- 1月4日 - SHISHAMO
- 1月6日 - 和楽器バンド
- 1月7日 - Fear, and Loathing in Las Vegas
- 1月8日 - NICO Touches the Walls
- 1月9日・10日 - RIP SLYME
- 1月12日・13日 - SCANDAL
- 1月16日・17日 - 小野大輔
- 1月20日・21日 - 「超英雄祭」KAMEN RIDER × SUPER SENTAI LIVE & SHOW 2016
- 1月23日・24日 - リスアニ!LIVE 2016
- 1月25日 - GUM ROCK FES. In 日本武道館
- 1月27日 - ウルフルズ
- 1月30日・31日 - 宮野真守
- 2月5日・6日 - DIR EN GREY
- 2月10日・11日 - OLDCODEX
- 2月13日 - ももいろクローバーZ
- 2月15日・16日 - iKON（16日は二部制）
- 2月19日・20日 - 聖飢魔II
- 2月23日 - ファイヴ・セカンズ・オブ・サマー
- 2月27日・28日 - シンフォギアライブ2016
- 3月1日 - ニッポン放送「HAPPY FM93」開局記念 フジパシフィックミュージック創立50周年記念コンサート「オールナイトニッポンALIVE ～ヒットこそすべて～」
- 3月3日・5日・6日 - 稲葉浩志
- 3月7日 - TOTO
- 3月8日・9日 - miwa
- 3月10日 - Ken Yokoyama
- 3月12日 - ゆいかおり
- 3月13日 - 蒼井翔太
- 3月14日 - 星野源
- 3月16日 - 全国縦断 にっぽん演歌の夢祭り2016 東京公演（二部制）
- 3月27日 - ROOTS 66 -Naughty 50-
- 3月30日・31日 - ゲスの極み乙女。
- 4月1日 - テデスキ・トラックス・バンド
- 4月13日・15日・16日・18日・19日 - エリック・クラプトン
- 4月21日・23日・24日 - GLAY
- 4月25日・26日・27日・28日 - イル・ディーヴォ
- 4月30日 - クリス・ハート
- 5月1日・2日・3日 - EXO（2日・3日は二部制）
- 5月7日 - 松本孝弘
- 5月11日 - SUPER CONCERT×SUPER FAN SPECIAL LIVE!!（二部制）
- 5月15日 - ディープ・パープル
- 5月21日・22日 - 斉藤和義
- 5月26日・27日 - CNBLUE
- 5月30日 - アンジュルム
- 5月31日 - モーニング娘。'16
- 6月2日・3日 - ザ・ストーン・ローゼズ（メンバー骨折により中止）
- 6月8日・9日 - GENERATIONS from EXILE TRIBE
- 6月20日 - ℃-ute
- 6月24日 - FTISLAND
- 6月30日・7月1日 - THE SESSIONS（1日は二部制）
- 7月5日 - 寺岡呼人 presents Golden Circle 第20回記念スペシャル～僕と桜井和寿のメロディー～
- 7月9日・10日 - 松田聖子
- 7月11日・12日 - サラ・ブライトマン
- 7月14日・15日 - back number
- 7月22日 - 相対性理論
- 7月29日 - スカパー! Presents『FULL CHORUS ～音楽は、フルコーラス～』 in日本武道館
- 8月8日 - 松山千春
- 8月13日 - 内田彩
- 8月17日 - レキシ
- 8月19日・20日 - きゃりーぱみゅぱみゅ
- 8月23日 - ふなっしー
- 8月25日 - Buono! Festa 2016
- 8月29日 - 己龍
- 8月30日 - RHYMESTER
- 8月31日 - チームしゃちほこ
- 9月3日 - 908 FESTIVAL 2016
- 9月5日 - ℃-ute
- 9月8日・9日 - 清水翔太
- 9月16日・17日 - Kalafina
- 9月21日・22日・23日 - クイーン+アダム・ランバート
- 9月29日・30日 - KinKi Kids
- 10月4日・5日 - 大原櫻子
- 10月7日 - Mr.Children
- 10月9日 - BLUE ENCOUNT
- 10月11日 - Galileo Galilei
- 10月12日 - FTISLAND
- 10月20日 - SIAM SHADE
- 10月24日・25日 - コブクロ
- 10月27日・28日 - 三森すずこ
- 11月1日 - AI
- 11月4日・5日 - 藍井エイル
- 11月7日 - Juice=Juice
- 11月8日 - アップアップガールズ（仮）
- 11月9日 - アンダーワールド
- 11月14日・15日 - リュ・シウォン
- 11月18日 - MY FIRST STORY
- 11月23日 - DEEN
- 11月25日 - i☆Ris
- 11月27日 - EGO-WRAPPIN'
- 11月29日・30日 - CNBLUE
- 12月1日 - Act Against AIDS
- 12月3日・4日 - JUNHO
- 12月6日・7日・8日・9日・10日 - 乃木坂46
- 12月12日 - モーニング娘。'16
- 12月14日・15日・17日・18日・20日 - 矢沢永吉
- 12月21日・22日 - Jun. K
- 12月23日・24日 - THE ALFEE
- 12月25日 - UVERworld
- 12月26日 - 絢香
- 12月27日 - JACK IN THE BOX 2016
- 12月28日 - THE YELLOW MONKEY
- 12月29日 - BUCK-TICK
- 12月30日 - 布袋寅泰
- 12月31日 - 藤井フミヤ

### 東京ドーム公演
- 1月1日 - KinKi Kids
- 2月23日・24日 - BIGBANG
- 3月31日・4月1日 - μ's
- 4月9日・10日 - 水樹奈々
- 4月29日・30日・5月1日 - KAT-TUN
- 5月18日・19日 - SHINee
- 5月21日・22日23・日 - 氷室京介
- 6月11日・12日 - NEWS
- 6月25日・26日 - 嵐
- 8月4日・5日・6日・7日 - Kis-My-Ft2
- 8月27日・28日 - EXILE ATSUSHI
- 9月19日・20日 - BABYMETAL
- 9月25日・26日 - 福山雅治
- 10月26日・27日 - 2PM
- 11月5日・6日 - BIGBANG
- 11月15日・16日 - AAA
- 11月19日・20日・21日 - 嵐
- 11月26日・27日 - ゆず
- 11月30日・12月1日 - EXO
- 12月9日・10日 - 三代目 J Soul Brothers
- 12月15日・16日・17日・18日 - 関ジャニ∞
- 12月22日・23日 - KinKi Kids
- 12月26日・27日・28日 - 嵐
- 12月31日 - Hey! Say! JUMP

## リオデジャネイロオリンピック・パラリンピックテーマソング
- NHK - 安室奈美恵「Hero」[122]
- 日本テレビ - 嵐「Power of the Paradise」[122]
- テレビ朝日 - 福山雅治「1461日」[122]
- TBS - SMAP「ありがとう」[122]
- テレビ東京 - 和楽器バンド「起死回生」[122]
- フジテレビ - EXILE「Joy-ride 〜歓喜のドライブ〜」[122]
- スカパー! - 星野源「Continues」[123]

## 主要な賞
| 賞                         | アーティスト・タイトル                                      |
| -------------------------- | ----------------------------------------------------------- |
| ARTIST OF THE YEAR         | DREAMS COME TRUE                                            |
| PEOPLE'S CHOICE            | BUMP OF CHICKEN                                             |
| VIDEO OF THE YEAR          | ゆず「終わらない歌」（監督:鎌谷聡次郎）                     |
| BEST BREAKTHROUGH ARTIST   | WANIMA                                                      |
| BEST MALE ARTIST           | 星野源                                                      |
| BEST FEMALE ARTIST         | 椎名林檎                                                    |
| BEST GROUP ARTIST          | SEKAI NO OWARI                                              |
| BEST POP ARTIST            | DREAMS COME TRUE                                            |
| BEST ROCK ARTIST           | ［Alexandros］                                              |
| BEST PUNK/LOUD ROCK ARTIST | Ken Yokoyama                                                |
| BEST ALTERNATIVE ARTIST    | cero                                                        |
| BEST GROOVE ARTIST         | tofubeats                                                   |
| BEST HIP HOP ARTIST        | KOHH                                                        |
| BEST INTERNATIONAL ARTIST  | アデル                                                      |
| BEST RESPECT ARTIST        | 矢沢永吉                                                    |
| BEST NEW VISION            | Mr.Children                                                 |
| BEST ACTIVE OVERSEAS       | ONE OK ROCK                                                 |
| BEST LIVE PRODUCTION       | Team Perfume                                                |
| BEST MUSIC FILM            | DENKI GROOVE THE MOVIE? -石野卓球とピエール瀧-              |
| BEST CONCEPTUAL VIDEO      | サカナクション「新宝島」（監督:田中祐介）                   |
| BEST CHOREOGRAPHY VIDEO    | 水曜日のカンパネラ「ラー」（監督:児玉裕一）                 |
| BEST ART DIRECTION VIDEO   | ウルフルズ「ロッキン50肩ブギウギックリ腰」（監督:竹内鉄郎） |
| BEST VIDEO DIRECTOR        | 東市篤憲                                                    |
| BEST MUSIC FRIENDS         | THE BAWDIES                                                 |
| BEST COSTUME ARTIST        | きゃりーぱみゅぱみゅ                                        |

| 賞                                                | アーティスト・タイトル                            | 監督                    |
| ------------------------------------------------- | ------------------------------------------------- | ----------------------- |
| 最優秀ビデオ賞 最優秀邦楽女性アーティストビデオ賞 | 宇多田ヒカル「真夏の通り雨」                      | 柘植泰人                |
| 最優秀邦楽男性アーティストビデオ賞                | 高橋優「光の破片」                                | 山口保幸                |
| 最優秀洋楽男性アーティストビデオ賞                | ジャスティン・ビーバー「Sorry」                   | PARRIS GOEBEL           |
| 最優秀洋楽女性アーティストビデオ賞                | アリアナ・グランデ「Into You」                    | HANNAH LUX DAVIS        |
| 最優秀邦楽グループビデオ賞                        | EXILE THE SECOND「Shut up!! Shut up!! Shut up!!」 |                         |
| 最優秀洋楽グループビデオ賞                        | フィフス・ハーモニー「Work from Home」            | DIRECTOR X              |
| 最優秀邦楽新人アーティストビデオ賞                | Suchmos「MINT」                                   | maxilla                 |
| 最優秀洋楽新人アーティストビデオ賞                | DNCE「Cake by the Ocean」                         | BLACK COFFEE/GIGI HADID |
| 最優秀ロックビデオ賞                              | ［Alexandros］「Swan」                            | 五十嵐耕平              |
| 最優秀ポップビデオ賞                              | Nissy「Playing With Fire」                        | 園田俊郎                |
| 最優秀R&Bビデオ賞                                 | 三浦大知「Cry & Fight」                           | 塩野大地/富田兼次       |
| 最優秀ヒップホップビデオ賞                        | AK-69「Flying B」                                 | Tomoya Egawa            |
| 最優秀ダンスビデオ賞                              | BOOM BOOM SATELLITES「LAY YOUR HANDS ON ME」      |                         |
| 最優秀振付け賞                                    | GENERATIONS from EXILE TRIBE「AGEHA」             | Yu-ya HARA              |
| 最優秀アルバム賞JAPAN部門                         | BABYMETAL「METAL RESISTANCE」                     |                         |
| 最優秀アルバム賞INTERNATIONAL部門                 | ビヨンセ「レモネード」                            |                         |
| Inspiration Award Japan                           | GLAY                                              |                         |
| Best Teen Choice Artist                           | 藤原さくら                                        |                         |
| 最優秀メタルビデオ賞                              | BABYMETAL「KARATE」                               | 二宮"NINO"大輔          |

## デビュー

### 1月
- 6日 - ぱなまん「カンパニュラ」
- 20日 - SA「ハローグッドバイ」
- 20日 - かもめ児童合唱団「インターネットブルース」
- 20日 - NakamuraEmi「NIPPONNO ONNAWO UTAU BEST」
- 20日 - ヒゲドライバー「ヒゲドライバー 10th Anniversary Best」
- 20日 - PENGUIN RESEARCH「ジョーカーに宜しく」
- 20日 - マキタスポーツ presents Fly or Die「矛と盾」
- 27日 - 相坂優歌「透明な夜空」[128]
- 27日 - 加治ひとみ「ルール違反」
- 27日 - 小林麻耶「ブリカマぶるーす」[129]
- 27日 - MIKA RANMARU「OFFICIAL BOOTLEG LIVE at SHINJUKU LOFT」
- 27日 - Q-MHz「Q-MHz」
- 27日 - 1 FINGER「ONE DREAM」

### 2月
- 3日 - EVO+「EVOLUTION」
- 3日 - Softly「キミがいい」
- 10日 - N.Flying「Knock Knock」(日本メジャーデビュー)[130]
- 17日 - 久保ユリカ「Lovely Lovely Strawberry」
- 17日 - 高木里代子「THE DEBUT!」
- 24日 - AK-69「Flying B」
- 24日 - ViCTiM（VALSHE・minato）「ゼロサム・ゲーム/ノン・ゼロサム・ゲーム」[131]
- 24日 - 林部智史「あいたい」
- 24日 - FEMM「PoW!/L.C.S.+Femm-Isation」
- 24日 - Poppin'Party「Yes! BanG Dream!」
- 24日 - 白鵬&Kae「アサガオ」
- 27日 - 未完成リップスパークル「ときめきハートダッシュ! / ココカラ」

### 3月
- 2日 - 暁月凛「決意の翼」
- 2日 - 雨のパレード「New generation」(メジャーデビュー)
- 2日 - Swimy「あっちむいて」
- 2日 - BURNOUT SYNDROMES「FLY HIGH!!」
- 2日 - ブリーフ&トランクス「ブリトラ依存症」(再デビュー)
- 9日 - ベリーグッドマン「ありがとう〜旅立ちの声〜」[132]
- 9日 - ЯeaL「秒速エモーション」(メジャーデビュー)[133]
- 9日 - HOWL BE QUIET「MONSTER WORLD」[134]
- 9日 - モン吉「桜ユラユラ」（ソロデビュー）
- 9日 - 夜の本気ダンス「DANCEABLE」
- 16日 - オワタP「THE BEST of オワタP無難。」
- 16日 - 栞菜智世「Hear 〜信じあえた証〜」
- 16日 - 下野紘「リアル-REAL-」
- 23日 - 浦島坂田船「CRUISE TICKET」
- 23日 - 白波多カミン with Placebo Foxes「空席のサーカス」
- 23日 - BUS MASTER「WE ARE BUS MASTER」
- 23日 - ワタユタケ「ツインギター(完全版)」
- 29日 - 爺-POP from 高知家 ALL STARS「高齢バンザイ!」
- 30日 - anderlust「帰り道」
- 30日 - Yakushimaru Experiment「Flying Tentacles」
- 30日 - DEAN FUJIOKA「Cycle」
- JOQgiRl（ジェイ・オー・キュー・ガール）[135]

### 4月
- 6日 - 欅坂46「サイレントマジョリティー」
- 6日 - 龍雅-Ryoga-「Live For You」
- 13日 - After the Rain「クロクレストストーリー」
- 13日 - たこやきレインボー「ナナイロダンス」
- 13日 - 立川俊之「喜楽人生」（再デビュー）
- 19日 - イェソン「Here I am」（ソロデビュー）
- 20日 - THE SLUT BANKS「ROXY BABY」（再デビュー）
- 20日 - FEELFLIP「I DON'T KNOW MY WAY」
- 20日 - ハッカドロップス「衝撃リバイバル」
- 20日 - miccie「1st Diary」
- 26日 - ゴーストバスターズ・ジャパン（友近・渡辺直美・椿鬼奴・山崎静代）「Ghostbusters～Japan Original ver.～」
- 27日 - Iris「I love me/good bye」
- 27日 - ASAGI「Seventh Sense/屍の王者/アンプサイ」
- 27日 - QUADRANGLE「REASON TRIANGLE」
- 27日 - ココロオークション「CANVAS」(メジャーデビュー)
- 27日 - Leola「Rainbow」

### 5月
- 3日 - 和島あみ「幻想ドライブ」
- 11日 - 名渡山遼「ウクレレ」
- 11日 - NEER（ニア）「Driving Force ～真夜中のスプートニク～」
- 11日 - HARUHI「ひずみ」
- 11日 - My Hair is Bad「時代をあつめて」
- 11日 - ラックライフ「名前を呼ぶよ」
- 11日 - ワルキューレ「一度だけの恋なら/ルンがピカッと光ったら」
- 18日 - ニコラス・エドワーズ「Nicholas Edwards MOTION 2015 Video Document」（再デビュー）
- 18日 - 岡崎体育「BASIN TECHNO」
- 18日 - オワリカラ「ついに秘密はあばかれた」
- 18日 - ZYUN.（ジュン）「混合シナプス」
- 18日 - d-project「d-project with ZARD」
- 18日 - VANIRU「ISOLΛTION」
- 18日 - 矢田悠祐「おかえり。」
- 25日 - キュヒョン「Celebration～君に架ける橋～」（ 日本ソロデビュー）
- 25日 - RADIO FISH「PERFECT HUMAN」（CDデビュー）
- 25日 - ROZE「PIPIPAL」[136][137]

### 6月
- 1日 - 三月のパンタシア「はじまりの速度」
- 1日 - BIGYUKI「グリーク・ファイアー」
- 1日 - Brian the Sun「HEROES」(メジャーデビュー)
- 1日 - 古橋郷平「AMORE」
- 1日 - 村川梨衣「Sweet Sensation/Baby, My First Kiss」
- 8日 - and ROSEs「紅のプロローグ」
- 8日 - エラバレシ「アイノフシギ」
- 8日 - SHE'S「Morning Glow」
- 8日 - 渡部優衣「FUN FAN VOX」
- 15日 - Uru「星の中の君」
- 15日 - 相良心「MELTING POT」
- 15日 - 瀬川あやか「夢日和」
- 15日 - 戸渡陽太「I wanna be 戸渡陽太」
- 15日 - 竹森巧「あなたの故郷」(配信)
- 17日 - トレンディエンジェル「耳で感じる斎藤さんだぞ 〜女は耳で恋に落ちる〜」
- 19日 - BAND-MAID「Brand New MAID」
- 22日 - AKLO「Outside the Frame」
- 22日 - SHINJIRO ATAE (from AAA)「Reunited」(ソロデビュー)(配信,CDデビューは2018年11月)
- 22日 - 大島はるな「ハイスペックDays」
- 22日 - Carat TypeR「RED LAMENTATION」
- 22日 - 木久ちゃんロケッツ「空とぶプリンプリン」
- 22日 - 佐々木李子「カサブタ/想いのかけら/ドリームクライマー」（再デビュー）
- 22日 - 島爺「冥土ノ土産」
- 22日 - 水曜日のカンパネラ「UMA」(メジャーデビュー)
- 22日 - Fuki Commune「Welcome!」
- 22日 - マオ from SID「月/星」(ソロデビュー)
- 22日 - Ram「Ram.」
- 25日 - HONEST BOYZ「PART TIME HERO」（配信,CDデビューは2019年3月）
- 29日 - 96猫「Crimson Stain」
- 29日 - 阪本奨悟「Fly」（インディーズデビュー）

### 7月
- 1日 - 奇妙礼太郎「七色LADY〜DADADA花吹雪20万年ガール」(配信)
- 6日 - Kaz「Rhythm」
- 6日 - かめりあ「MEGANTO METEOR」
- 6日 - Shout it Out「青春のすべて」(メジャーデビュー)
- 6日 - TOUYU「秘密木地」
- 13日 - セレイナ・アン「SUNDAYS」
- 13日 - パレードパレード「Squall」
- 13日 - LILI LIMIT「LIVING ROOM EP」
- 15日 - Gendy「碧のチカラ」
- 15日 - ♥さゆり「シュフランの歌」(配信)
- 20日 - 大西ユカリ「大阪に雨が降れば」
- 20日 - KANAKO「heart breathe」
- 20日 - 斬波「忍法花吹雪」
- 20日 - SEIZE THE DAY「Vibrate you」
- 20日 - VELTPUNCH「THE NEWEST JOKE」(再デビュー)
- 26日 - ベッド・イン「RICH」
- 27日 - THE BEAT GARDEN「Never End」
- 27日 - UNIONE「One Sided Love」
- 27日 - 竜馬四重奏「NEO ZIPANG」

### 8月
- 3日 - 上地等「48」（ソロデビュー）
- 3日 - 浦井健治「Wonderland」
- 3日 - SHE IS SUMMER「ラブリー・フラストレーション EP」
- 3日 - NeoBallad「04～寿～」
- 3日 - HIZAKI(from Versailles)「Rosario」
- 3日 - binaria「カミイロアワセ」
- 3日 - 藤田ニコル「Bye Bye」
- 3日 - 宮下遊「紡ぎの樹」
- 10日 - nowisee「掌の戦争」
- 10日 - hy4_4yh「YAVAY」
- 17日 - 影縫英「短夜、稲荷神社のはずれにて」
- 18日 - Pa's Lam System「TWISTSTEP」
- 20日 - The Super Ball「トモダチメートル」
- 24日 - 木村優一「MY WORLD ～奇跡の声～」
- 24日 - Sky's The Limit「Only Human」
- 24日 - 藤田恵名「EVIL IDOL SONG」
- 24日 - Pyxis「First Love 注意報!」
- 24日 - Mia REGINA「ETERNALエクスプローラー」
- 31日 - カノエラナ「カノエ参上。」
- 31日 - 川島ケイジ「KEIJI」
- 31日 - Xmas Eileen「ONLY THE BEGINNING」
- 31日 - テンテンコ「放課後シンパシー」(配信)
- 31日 - TOC「過呼吸」(ソロデビュー)
- 31日 - 中嶋ユキノ「N.Y.」
- 31日 - Lenny code fiction「Key -bring it on, my Destiny-」

### 9月
- 5日 - 尾崎裕哉「始まりの街」(配信,CDデビューは2017年3月)
- 7日 - クミコ with 風街レビュー「さみしいときは恋歌を歌って/恋に落ちる」
- 7日 - SHISHAMO「夏の恋人」
- 7日 - FlowBack「Come A Long Way」
- 7日 - BLACK COMET CLUB BAND「El Camino,El Dorado」
- 7日 - 花江夏樹「青春は残酷じゃない」
- 14日 - 横坂源「J.S.バッハ:ガンバ・ソナタ集」
- 21日 - イトヲカシ「スターダスト/宿り星」
- 21日 - 佐藤和哉「フエウタイ」
- 21日 - JINTAKA（赤西仁・山田孝之）「Choo Choo SHITAIN」
- 21日 - 魔法少女になり隊「KI-RA-RI」
- 21日 - メトロノーム「解離性同一人物」
- 22日 - PKCZ「BREAK THE BORDER」(配信,CDデビューは2017年8月)
- 28日 - 桐谷健太「香音-KANON-」（CDデビュー）
- 28日 - 古澤剛「Color」
- 28日 - ヘンダーソン「石焼き芋のうた」(配信)

### 10月
- 5日 - 上白石萌音「Chouchou」
- 5日 - ShuuKaRen「UNIVERSE」
- 5日 - 武田と哲也「LOVE TRACKS」
- 5日 - 渡梓「WATARI AZUSA」
- 5日 - KING「心を込めて -APPRECIATE FOR YOU」
- 10日 - 三角関係「交際宣言」
- 12日 - 伊藤美来「泡とベルベーヌ」
- 12日 - PALU「100年時が過ぎても」
- 12日 - まこみな「てをつなごうよ」
- 19日 - 足首「Trope」
- 19日 - イェソン「雨のち晴れの空の色」（ 日本ソロデビュー）
- 19日 - M2U「THE LAST ONE +」
- 19日 - ハシグチカナデリヤ hugs The Super Ball「Rin! Rin! Hi! Hi!」
- 19日 - 堀込泰行「One」(再ソロデビュー)
- 19日 - REOL「Σ」
- 26日 - 青柳翔「泣いたロザリオ」
- 26日 - 亜咲花「Open your eyes」
- 26日 - iri「Groove it」
- 26日 - 伊礼亮「アイトヒト」
- 26日 - 下地紫野「God Save The Girls」
- 26日 - starRo「MONDAY」
- 26日 - 西明日香「Honey Face」
- 26日 - 半田健人「十年ロマンス」
- 26日 - ビッケブランカ「Slave of Love」

### 11月
- 2日 - 麻倉もも「明日は君と。」[138]（ソロデビュー）
- 2日 - KANDYTOWN「KANDYTOWN」
- 2日 - CRAZY N' SANE「This Mess」
- 2日 - しゃけみースタンガン「Stand by Me!」
- 2日 - SALTY's「ソルティードッグ」「好奇心の病」
- 2日 - 沼倉愛美「叫べ」
- 2日 - ヤバイTシャツ屋さん「We love Tank-top」(メジャーデビュー)
- 2日 - ラブリーサマーちゃん「LSC」
- 9日 - CICADA「formula」
- 9日 - HYUKOH「20」「22」
- 16日 - くろくも「amorous profumo」
- 16日 - J-Squad「J-Squad」
- 16日 - トラフィックライト。「Dance Dance!!/Traffic Jam(Talkin' Body)」
- 16日 - 山崎エリイ「全部、君のせいだ。」
- 16日 - 脇田もなり「IN THE CITY」
- 23日 - 青野美沙稀「1959 ～Magical Rockabilly Night～」[139]
- 23日 - 小倉博和「Summer Guitars」
- 23日 - GIRLFRIEND「15/Hide & Seek」
- 23日 - CIVILIAN「愛/憎」
- 23日 - The Skateboard Kids「NEWTOPIA」[140]
- 23日 - 大平サブロー「歩幅」
- 23日 - ヒグチアイ「百六十度」
- 23日 - VOJA-tension「WONDERLAND」
- 23日 - Miracle Vell Magic「Miracles Happen」
- 25日 - 進藤麻美「*アフターグロウ～残像～*」[141][142]（メジャーデビュー）
- 28日 - モジャモジャルジャル「ジャル歌全集」
- 30日 - あいみょん「生きていたんだよな」
- 30日 - エグスプロージョン「CD/E」
- 30日 - ササノマリイ「タカラバコ」
- 30日 - 東城陽奏「Misty」[143]

### 12月
- 7日 - DECAYS「Baby who wanders」
- 7日 - パーマ大佐「森のくまさん」
- 7日 - ピコ太郎「PPAP」
- 7日 - 村上ショージ「浅草キッド」
- 14日 - QOOLAND「本気で演りたい」
- 14日 - ツキクラ「未来のPiece」
- 14日 - THE Hitch Lowke「BIG BOUNCE」
- 21日 - Questy「FANTASY」
- 21日 - Droog「Monochrome」（再デビュー）
- 21日 - MAD=KAN「ローグメモリー」
- 25日 - NORD「NORD」

## 結成

### アイドル
- I.O.I（ - 2017年）
- I.B.I（ - 2017年）
- AIS
- ASTRO
- あっとせぶんてぃーん
- Appare!
- UPローチ
- uijin（ - 2020年）
- WiLL
- 宇宙少女
- H.U.B
- EXO-CBX
- SF9
- EDAMAME BEANS
- NCT
- EBiSSH
- エラバレシ
- AIS（ - 2018年）
- オッド・アイ
- 乙ナティック浪漫ス
- おとめボタン
- On and Go!（ - 2018年）
- KARD
- GIRL'S HORIZON（ - 2021年）
- KAMOがネギをしょってくるッ!!!（ - 2019年）
- XOXO EXTREME
- gugudan（ - 2020年）
- Classmate J（ - 2016年）
- CoCoSoRi
- SAKA-SAMA
- サクヤコノハナ
- SUMMER ROCKET
- G=AGE（ - 2016年）
- C;ON
- GNZ48
- JAPANARIZM
- 笑顔ぱんち
- 星座百景
- 全力少女R（ - 2021年）
- Task have Fun
- CHERRSEE（ - 2021年）
- Chu☆Oh!Dolly（ - 2019年）
- DEAR KISS
- 電影と少年CQ
- 22/7
- 26時のマスカレイド
- ネコプラ
- NORD
- HIGH SPIRITS
- HAMIDASYSTEM
- 原宿☆バンビーナ
- BEJ48
- BTOB-BLUE
- VICTON
- PINK CRES.（ - 2021年）
- Vsister（ - 2019年）
- Fairy Star
- BLACKPINK
- Payrin's
- PENTAGON
- THE BOYZ
- ほくりくアイドル部
- 未完成リップスパークル
- MOMOLAND
- ヤなことそっとミュート
- 代々木女子音楽院
- 楽遊アイドル編集部
- Love-tune
- リアライト（ - 2017年）
- Real Girls Project
- RECOJO（ - 2018年）
- レッツポコポコ（ - 2018年）

### バンド・音楽グループ・音楽ユニット
- ArtTheaterGuild
- アイ・ドント・ノウ・ハウ・バット・ゼイ・ファウンド・ミー
- アイビーカラー
- アイラヴミー
- After the Rain
- Aftertalk
- 甘い暴力
- AMAZE
- ALI
- Ensemble FOVE
- anderlust（ - 2017年）
- Anti-Trench
- アンフェイト（ - 2017年）
- été
- ERIKO to.
- EnGene.
- Organic Call
- 踊Foot Works
- HONEST BOYZ
- オメでたい頭でなにより
- G.U.M
- KALMA
- ギターカルテット アネモネ
- CUNEBASE
- Qyoto
- Questy（ - 2017年）
- Crispy camera club
- Craydoll
- 黒姫の夢遊病
- The THIRTEEN
- the shes gone
- ザ・フー
- SUNNY CAR WASH（ - 2021年）
- JIU〜慈雨
- 時速36km
- SHADOWS
- ShuuKaRen（ - 2017年）
- siraph
- スカイピース
- スダンナユズユリー（ - 2020年）
- すとぷり
- SPEED OF LIGHTS
- セイジ・オザワ祝典アンサンブル
- 超能力戦士ドリアン
- TWINVIOLIN
- ツキクラ（ - 2018年）
- DEARIVETH
- D-selections
- Tawings
- DROP DOLL
- NOW ON AIR（ - 2021年）
- Nulbarich
- 汝、我が民に非ズ
- 南西ドイツ放送交響楽団
- (K)NoW NAME
- No Buses
- Non Stop Rabbit
- 白日ノ夢
- BAJNA BEAT
- BUCKS
- BB-voice
- 日々かりめろ
- FINAL FRASH
- FANTASTICS from EXILE TRIBE
- 50HEARTS
- フィル・キャンベル・アンド・ザ・バスタード・サンズ
- FAREWELL MY FAITH
- ぷらそにか
- ブルー・スクリーム
- BLAZE OF DESTROY
- プロフェッツ・オブ・レイジ
- POP ART TOWN
- POLU（ - 2019年）
- Bolbbalgan4
- White Explosion
- マスターズ・ブラス・ナゴヤ
- Mia REGINA
- MAY BEE REACH
- モーネスキン
- もふもふ
- ゆうらん船
- ゆるふわギャング
- 四丁目のアンナ
- 獅子合唱團
- LOVEBITES（ - 2021年）
- lovefilm
- ReverseM
- Lily's Blow
- Luby Sparks
- RAZOR
- REOL（ - 2017年）
- RED DIAMOND DOGS
- Lenny code fiction
- Roselia
- ワルキューレ
- Wonder Wall（ - 2021年）

## 活動再開
- 4月 - 森山直太朗[144]
- 4月15日 - 宇多田ヒカル
- 6月20日 - 大黒摩季
- 年内 - ドリーム・アカデミー（ - 2017年）

### 再結集
- 1月8日 - THE YELLOW MONKEY[145]

## 活動休止・解散・引退したアーティスト

### 活動休止
- 1月27日 - Faylan
- 1月31日 - 宮沢和史
- 2月5日 - Qam
- 2月5日 - つばき
- 2月21日 - 吉田ヨウヘイgroup
- 2月22日 - THE MAN
- 2月23日 - 太陽族
- 2月27日 - N'夙川BOYS[146]
- 3月 - 柴田あゆみ[147]
- 3月5日 - THE NAMPA BOYS
- 3月5日 - FLiP[148]
- 3月25日 - PENs+
- 3月29日 - じゅじゅ
- 3月31日 - GILLE
- 4月1日 - μ's
- 4月2日 - ボールズ
- 4月2日 - RAM WIRE
- 4月23日 - SCOTLAND GIRL
- 4月28日 - カントリー・ガールズ
- 4月30日 - スムルース
- 5月1日 - KAT-TUN[149]（2018年1月1日再始動）
- 5月14日 - perfect piano lesson
- 5月31日 - ROLLICKSOME SCHEME
- 6月9日 - JELLYFiSH FLOWER'S
- 7月1日 - カミナリグモ（2018年9月29日活動再開）
- 7月2日 - 少女閣下のインターナショナル
- 8月22日 - 黒木渚（2017年9月20日音楽活動再開）
- 8月26日 - ALTIMA
- 8月31日 - GEZAN
- 9月18日 - DOES（2020年活動再開）
- 9月30日 - Cettia
- 10月9日 - THE CRAZY SKB
- 10月24日 - SHIT HAPPENING（2017年1月6日活動再開、2019年解散）
- 11月5日 - 藍井エイル（2018年活動再開）
- 11月13日 - ARTIFACT OF INSTANT
- 11月18日 - Trefle[150]
- 11月23日 - NIGHTMARE（2020年活動再開）
- 11月27日 - group_inou
- 12月7日 - Suck a Stew Dry（2017年改名し活動再開）
- 12月9日 - さよならパリス
- 12月17日 - TRUSTRICK[151]
- 12月23日 - THE TON-UP MOTORS
- 12月28日 - amiinA
- 12月28日 - Qomolangma Tomato
- 12月29日 - HOME MADE 家族
- 12月30日 - IdolPunch
- 12月31日 - JMC
- 12月31日 - BELLRING少女ハート（2017年改名し活動再開）
- 12月31日 - ANGRY FROG REBIRTH

### 解散
- 1月15日 - さよなら、また今度ね
- 2月6日 - my-Butterfly
- 2月10日 - WaT[152]
- 2月28日 - SAMURAI JACK UNIVERSE
- 3月5日 - Head Over Heels
- 3月21日 - MAMADRIVE
- 3月26日 - ダークダックス（事実上の活動終了）
- 3月31日 - Anny
- 4月1日 - 奇妙礼太郎トラベルスイング楽団
- 4月3日 - Trident
- 4月7日 - The Flickers
- 4月9日 - リンダ3世
- 4月15日 - Cream n' Chrome
- 4月19日 - DEXSTRINGs
- 4月29日 - BREATHE[153]
- 5月1日 - HEAD SPEAKER
- 5月19日 - BROWN SUGAR
- 5月20日 - ARTEMA
- 5月26日 - BORN
- 5月31日 - パノラマ虚構ゼノン
- 6月24日 - ブラックDPG
- 7月3日 - 乙女新党
- 7月5日 - THE SNEEZE
- 7月10日 - ギルガメッシュ
- 7月15日 - LAGOON[154]
- 8月18日 - HaKU
- 8月26日 - カスタマイZ
- 8月31日 - eimie
- 9月21日 - つばさFly
- 9月25日 - プティパ-petit pas!-
- 10月1日 - ユルリラポ
- 10月10日 - DIV
- 10月11日 - Galileo Galilei
- 10月23日 - 黒猫の憂鬱
- 10月26日 - GALETTe
- 11月1日 - SCREW
- 11月1日 - Raphael
- 11月20日 - AiCune
- 11月20日 - Aureole
- 11月23日 - chouchou merged syrups.
- 11月25日 - 2NE1
- 11月25日 - YOU GOT A RADIO
- 12月11日 - 驢馬
- 12月20日 - Le Lien
- 12月31日 - Dream5
- 12月31日 - Peach sugar snow
- 12月31日 - SMAP[155]

### 脱退
- 1月1日 - 酒井俊介 (コンテンポラリーな生活)
- 1月10日 - コビキユウジ (ROLLICKSOME SCHEME)
- 1月18日 - 坂本夏樹 (チリヌルヲワカ)
- 1月27日 - 近藤里奈 (NMB48)
- 1月27日 - SHINTARO (アイヲロスト)
- 1月31日 - morico (オレスカバンド)
- 2月2日 - 高橋祐香 (Pottya)
- 2月4日 - 沖田杏梨 (恵比寿★マスカッツ)
- 2月6日 - 四島早紀 (GALETTe)
- 2月13日 - 北山真緒 (LinQ)
- 2月15日 - 西村愛華 (NMB48)
- 2月22日 - 高橋ケイタ (Dr.DOWNER)
- 2月27日 - 鎌野愛 (ハイスイノナサ)
- 2月29日 - 梅本まどか (SKE48)
- 2月29日 - 伊藤来笑 (HKT48)
- 2月29日 - 門脇佳奈子 (NMB48)
- 2月29日 - 加護亜依 (Girls Beat!!)
- 2月29日 - 三ノ宮ちか、三瀬ちひろ、脇田もなり (Especia)
- 2月29日 - 齋藤綺咲 (アイドルカレッジ)
- 3月2日 - 湯浅将平（Base Ball Bear）
- 3月3日 - Masack (MY FIRST STORY)
- 3月5日 - TO-BU (ロリータ18号)
- 3月11日 - ルイズ・スフォルツア (アフィリア・サーガ)
- 3月20日 - 永島聖羅 (乃木坂46)
- 3月22日 - 岡田栞奈 (HKT48)
- 3月24日 - あすか (Chu-Z)
- 3月25日 - 松原圭甫 (COMEBACK MY DAUGHTERS)
- 3月26日 - 星なゆた (あヴぁんだんど)
- 3月27日 - フウト、ユウト (MAGiC BOYZ)
- 3月31日 - 若菜太喜 (BOYS AND MEN)[156]
- 3月31日 - 小林香菜 (AKB48)
- 3月31日 - ゆりえ、ちあき (タルトタタン)
- 3月末 - 田口淳之介（KAT-TUN）[157]
- 4月1日 - 深川哲也 (envy)
- 4月1日 - 濱田翼 (LUCKY TAPES)
- 4月1日 - 梅田彩佳 (NMB48)
- 4月1日 - 宮澤佐江 (SKE48)
- 4月3日 - 藤村菜月、山本亜依、岩崎萌花 (AKB48)
- 4月5日 - 緑川狂平 (風男塾)
- 4月8日 - 高橋みなみ (AKB48)
- 4月8日 - 岸野一、山崎聖之 (HUSKING BEE)
- 4月9日 - Ma- (ENTH)
- 4月17日 - わっかー (RYUTist)
- 4月21日 - KENZI MASUBUCHI (FRONTIER BACKYARD)
- 4月25日 - natsuki、chiaki (エレクトリックリボン)
- 4月27日 - 上原亜衣 (恵比寿★マスカッツ)
- 4月28日 - 丸山鮎子 (フジロッ久 (仮))
- 4月29日 - 東雲好 (あヴぁんだんど)
- 5月 - 佐々木育真 (LITTLE TEMPO)
- 5月1日 - 永尾まりや (AKB48)
- 5月1日 - 高城亜樹 (AKB48)
- 5月5日 - 松村くるみ (LinQ)
- 5月7日 - 峻洋 (Fo'xTails)
- 5月7日 - 山本亜依 (AKB48)
- 5月7日 - 田井中将希 (BRIDGET)
- 5月13日 - NON (1000say)
- 5月20日 - 松永真穂 (StylipS)
- 5月21日 - 岩佐美咲 (AKB48)
- 5月21日 - 岩田華怜 (AKB48)
- 5月22日 - 長田美成 (虹のコンキスタドール)
- 5月23日 - さわ (Have a Nice Day!)
- 5月28日 - 高橋菜々美、神谷帆南 (Rev. from DVL)
- 5月29日 - 小道杏奈、本母菜摘 (EdgeDubMonkeyz)
- 5月30日 - 田村芽実 (アンジュルム)
- 5月31日 - 鈴木香音 (モーニング娘。)
- 5月31日 - 加藤るみ (SKE48)
- 6月2日 - ハグ・ミィ (BiSH)
- 6月3日 - ろっきー (フジロッ久 (仮))
- 6月5日 - 石田晴香 (AKB48)
- 6月9日 - 新谷元輝 (The Mirraz)
- 6月16日 - 阿部耕作 (THE COLLECTORS)
- 6月16日 - 深川麻衣（乃木坂46）
- 6月19日 - TAKUTO (aquarifa)
- 6月25日 - 勝田梨乃、荒井玲良 (SUPER☆GiRLS)
- 6月26日 - 深瀬智聖、一ノ瀬みく (LinQ)
- 6月30日 - Ko-ichi (THREE LIGHTS DOWN KINGS)
- 7月8日 - 西原宗詩郎 (本棚のモヨコ)
- 7月10日 - もね、ちーぼう (ゆるめるモ!)
- 7月18日 - おみ (浮遊スル猫)
- 7月21日 - ホンマアツシ (phatmans after school)
- 7月22日 - Anzi (摩天楼オペラ)
- 7月23日 - 川島海荷（9nine）
- 7月24日 - 川原亜美 (MAPLEZ)
- 7月31日 - 穴井千尋 (HKT48)
- 7月31日 - Shohey (All Found Bright Lights)
- 7月31日 - ミヤタワタル (otori)
- 8月1日 - レディビアード (LADYBABY)
- 8月4日 - 稲場愛香 (カントリー・ガールズ)
- 8月7日 - シグサワアオ (GANG PARADE)
- 8月7日 - 坂木ひとみ、奈良井夢、水原汐莉 (青山☆聖ハチャメチャハイスクール)
- 8月9日 - 渡辺美優紀 (NMB48、AKB48)
- 8月20日 - 水野真莉絵 (DEAR KISS)
- 8月24日 - 平田梨奈 (AKB48)
- 8月25日 - ヤスイユウヒ (BILLIE IDLE)
- 8月29日 - 前田亜美 (AKB48)
- 8月31日 - シャーク・安江 (GEZAN)
- 8月31日 - 柴田阿弥 (SKE48)
- 8月31日 - 野口もなみ (GEM)
- 8月31日 - 下光りこ (PiiiiiiiN)
- 8月31日 - 汐碇真也 (Kidori Kidori)
- 9月1日 - 星野ナミ (恵比寿★マスカッツ)
- 9月3日 - RUM (FRUITPOCHETTE)
- 9月3日 - 露口仁也・たいたい (Shout it Out)
- 9月4日 - 岡田梨沙 (D.W.ニコルズ)
- 9月5日 - yumi (lyrical school)
- 9月9日 - ヨースケ (ザ・キャプテンズ)
- 9月10日 - Teru (Crystal Lake)
- 9月10日 - 重松佑佳 (虹のコンキスタドール)
- 9月18日 - misaT (Hysteric Lolita)
- 9月22日 - 臼井愛佳 (恵比寿★マスカッツ)
- 9月23日 - 町田建人 (夜の本気ダンス)
- 9月25日 - アリス・ローゼン (アフィリア・サーガ)
- 9月26日 - Hachi (アカシック)
- 9月27日 - 百恵 (二丁ハロ)
- 9月29日 - 安藤ゆず (チームしゃちほこ)
- 9月30日 - 植田碧麗 (NMB48)
- 9月30日 - 宮前杏実 (SKE48)
- 9月30日 - 玉城茉里 (赤マルダッシュ☆)
- 9月30日 - Akihiro Shibata・Yuta Kudo (BACKDATE NOVEMBER)
- 10月 - Daisuke (ROACH)
- 10月1日 - イヌカイマアヤ (GANG PARADE)
- 10月2日 - YOHEI (JABBERLOOP)
- 10月6日 - 高橋昌志 (lovefilm)
- 10月7日 - 小林れい (夢みるアドレセンス)
- 10月8日 - 西岡優菜 (Rev. from DVL)
- 10月9日 - Taihei Sakagami (COUNTRY YARD)
- 10月14日 - トノ (DRADNATS)
- 10月14日 - マルオカケンジ (ドラマチックアラスカ)
- 10月15日 - 岸野里香 (NMB48)
- 10月23日 - 松岡知穂 (NMB48)
- 10月23日 - 木下春奈 (NMB48)
- 10月24日 - 臼井理佳 (恵比寿★マスカッツ)
- 10月29日 - 元晴 (SOIL&"PIMP"SESSIONS)
- 10月30日 - ヒラヤマリョウタ・ヒラタタクヤ (THE FOREVER YOUNG)
- 10月30日 - ミロ (MAGiC BOYZ)
- 10月31日 - RINA (大阪☆春夏秋冬)
- 11月3日 - 永瀬あや (恵比寿★マスカッツ)
- 11月4日 - 清桃花 (清竜人25)
- 11月5日 - 早衣子 (ARTIFACT OF INSTANT)
- 11月6日 - 本田琢也 (箱庭の室内楽)
- 11月8日 - ナム・テヒョン (WINNER)
- 11月14日 - Meik (J☆Dee'Z)
- 11月19日 - 林宏敏 (踊ってばかりの国)
- 11月23日 - INOMAN (MEANING)
- 11月23日 - 十字 (ぜんぶ君のせいだ。)
- 11月25日 - ミツ・カオル・キョウヘイ (GEEKS)
- 11月25日 - ココナッツ先輩 (セプテンバーミー)
- 11月29日 - 九十九ほたる (NECRONOMIDOL)
- 12月2日 - 渡辺裕之 (リコチェットマイガール)
- 12月6日 - フセタツアキ (Suck a Stew Dry)
- 12月7日 - aki (Another Story)
- 12月10日 - Umebo (HER NAME IN BLOOD)
- 12月11日 - 一関卓 (鴉)
- 12月15日 - 音咲セリナ・幸坂萌未 (Ange☆Reve)
- 12月17日 - TAKA (RAZORS EDGE)
- 12月20日 - 明徳 (lynch.)
- 12月21日 - 小日向夏季 (あヴぁんだんど)
- 12月24日 - 井草里桜菜 (pale)
- 12月24日 - 小笠原茉由 (AKB48)
- 12月25日 - アベノブユキ・青山友樹 (nano.RIPE)
- 12月26日 - 林奈緒美 (ミライスカート)
- 12月26日 - 高橋元希 (フジロッ久 (仮))
- 12月27日 - 長谷川怜華 (さんみゅ〜)
- 12月29日 - 寿千寿 (BACK DROP BOMB)
- 12月30日 - 成海5才 (ぜんぶ君のせいだ。)
- 12月30日 - 仲川遥香 (JKT48)
- 12月30日 - 清瀬虹絵・永井ゆうひ (東京CuteCute)
- 12月31日 - 島崎遥香 (AKB48)
- 12月31日 - 菅沼もにか (ハコイリ♡ムスメ)
- 12月31日 - 長澤茉里奈 (放課後プリンセス)
- 12月31日 - 服部ケンジ・さとうまりな (THEラブ人間)

### 引退
- 4月30日 - 玉川桃奈 (Dream5)
- 5月21日 - 川田まみ
- 6月30日 - 嗣永桃子 (カントリー・ガールズ)
- 12月2日 - NAOMiRUSTY (エレクトリックリボン)
- 12月18日 - 黒木ひなこ (仮面女子)
- 12月31日 - Erie (E-girls)

## 逮捕
| 1月25日  | SHINTARO（アイヲロスト）   | 児童福祉法違反容疑                     |
| 11月22日 | 明徳（lynch.）             | 大麻取締法違反(単純所持)容疑           |
| 11月28日 | ASKA（CHAGE and ASKA）     | 覚醒剤取締法違反(使用)容疑 ※不起訴処分 |
| 12月9日  | Umebo（HER NAME IN BLOOD） | 大麻所持容疑                           |

## 改名・表記変更
- 1月2日 - ひろしまMAPLE★S→MAPLEZ
- 2月2日 - 校庭カメラガール→校庭カメラガールツヴァイ
- 5月2日 - nanoCUNE→nanoRider
- 5月30日 - Bryan Associates Club→B.A.C
- 6月17日 - POP→GANG PARADE
- 7月18日 - Lyu:Lyu→CIVILIAN
- 8月10日 - ICONIQ→伊藤ゆみ
- 8月12日 - PURPLE HUMPTY→FouFou
- 8月21日 - 青山☆聖ハチャメチャハイスクール→メチャハイ♡
- 11月13日 - デスラビッツ→です。ラビッツ(→DESURABBITS)

## 死去
- 1月10日 - デヴィッド・ボウイ（ イングランド、シンガーソングライター。* 1947年）[158]
- 1月11日 - はやし・こば（東京都、作曲家。 * 1935年）[159]
- 1月18日 - グレン・フライ（ アメリカ合衆国、シンガーソングライター、ギタリスト。* 1948年）[160]
- 2月3日 - モーリス・ホワイト（ アメリカ合衆国、シンガーソングライター、音楽プロデューサー。* 1941年）[161]
- 3月26日 - 喜早哲（東京都、歌手、ダークダックス。* 1930年）
- 4月3日 - 和田光司（京都府、シンガーソングライター。* 1974年）[162]
- 4月21日 - プリンス（ アメリカ合衆国、歌手、音楽プロデューサー。* 1958年）[163]
- 4月26日
  - 戸川昌子（東京都、シャンソン歌手。* 1931年）
  - 前田健（東京都、お笑いタレント、まえけん♂トランス.pj。* 1971年）[164]
- 5月5日 - 冨田勲（東京都、シンセサイザー奏者。* 1932年）[165]
- 5月18日 - 伊藤ユミ（愛知県、歌手、ザ・ピーナッツ。* 1941年）
- 6月5日 - 小森昭宏（東京都、作曲家。* 1931年）
- 6月20日 - 佐々木行（福島県、歌手、ダークダックス。* 1932年）
- 7月3日 - 吉良知彦（山梨県、ギタリスト、ZABADAKメンバー。* 1959年）
- 7月7日 - 永六輔（東京都、作詞家、放送作家。* 1933年）
- 7月12日 - 大橋巨泉（東京都、ジャズ評論家、放送作家、司会者。 * 1934年）
- 7月26日 - 中村紘子（東京都、ピアニスト。 * 1944年）[166]
- 10月9日 - 川島道行（東京都、歌手、BOOM BOOM SATELLITESメンバー。 * 1969年）[167]
- 10月14日 - 嵐野英彦（京都府、作曲家。* 1935年）
- 10月16日 - たかしまあきひこ（東京都、作曲家、編曲家。* 1943年）
- 10月23日 - ピート・バーンズ（ イギリス、シンガーソングライター。* 1959年）[168]
- 11月11日 - りりィ（福岡県、シンガーソングライター。* 1952年）[169]
- 11月30日 - 朝本浩文（福岡県、作曲家、編曲家、音楽プロデューサー、JASRACメンバー。* 1963年）[170]。
- 12月1日 - 黒沢美香（ダンサー、美脚戦隊スレンダーDX。* 1957年）
- 12月5日 - 黒沢健一（茨城県、シンガーソングライター、音楽プロデューサー、L⇔Rボーカル。* 1968年）[171]。
- 12月7日 - グレッグ・レイク（歌手・ベーシスト、元キング・クリムゾン/元エマーソン・レイク・アンド・パーマー。* 19年）
- 12月8日 - 橋口靖正（シンガーソングライター。* 1980年）
- 12月11日 - 内田修（外科医・ジャズ愛好家。* 1929年）
- 12月13日 - 鶴澤友路（人形浄瑠璃三味線奏者。* 1913年）
- 12月15日 - 伊藤強（大韓民国、音楽評論家。日本レコード大賞審査委員長の経験を持つ。* 1935年）[172]。
- 12月15日 - 岩下眞好（ドイツ文学者・音楽評論家。* 1950年）
- 12月21日 - 菅井えり（歌手。* 1961年）
- 12月24日 - リック・パーフィット（ギタリスト、ステイタス・クォー。* 1948年）
- 12月25日 - ヴァレリー・ハリロフ（軍人・音楽家・陸軍中将。* 1952年）
- 12月25日 - ジョージ・マイケル（ イングランド、シンガーソングライター、ワム!。* 1963年）
- 12月28日 - デビー・レイノルズ（女優・歌手・声優。* 1932年）
- 12月28日 - ピエール・バルー（音楽家・俳優・映画監督・プロデューサー。* 1934年）
- 12月29日 - 根津甚八（俳優・元歌手。* 1947年）
- 12月30日 - アラン・ウィリアムズ（ビートルズ初代マネージャー。* 1930年）
- 12月31日 - 清元榮三（清元節三味線奏者。* 1936年）
- 12月31日 - 石坂敬一（実業家・音楽ディレクター、ワーナーミュージック・ジャパン名誉会長。* 1945年）